# 3DCGソフトウェアの歴史
本稿は、3DCGソフトウェアの歴史について記述する。

## 3DCGソフトウェアの始まり
3DCGソフトウェアの多くは1980年代に始まっている。当時はSymbolics、SGI、Atari、Amiga、DOS上で3DCGソフトウェアが動いていた。内製ソフトウェアとしてPRISMS (後のHoudini) やTraces (後のBlender) が登場している。また、それまでの内製ソフトウェアだけだった状態が変わり、商用ソフトウェアの販売も行われるようになった。この頃には、Wavefront TAV (Autodesk Mayaの前身の一つ)、Alias (後のPowerAnimator、Autodesk Mayaの前身の一つ)、Cyber Studio CAD-3D (3D Studioの祖先)、3D Studio MS-DOS (後のAutodesk 3ds MAX)、Caligari (後のtrueSpace)、Intelligent Light、Aegis Modeler (後のLightWave)、Softimage|3D (後のAutodesk Softimage)、Shade PRO (後のShade)、Ray Dream Studio (後のCarrara)、Animation:Apprentice (後のAnimation:Master)、Symbolics S-Products (後のMirai)、Real 3D (後のRealsoft 3D)、DoGA CGA Systemなどが登場している。
当初映像では、LISPマシンのSymbolics 3600シリーズが流行した。1982年、Symbolicsは子会社のSymbolics Graphics Divisionを立ち上げ、1983年にS-Products (後のN-WORLD、Mirai)をリリースし、そのソフトウェアは映画やHDTV番組の製作に使われはじめた。

## Amigaの盛衰
ローエンドの映像製作では、当初、HAMモード搭載のAmiga機が流行した。1985年、CommodoreがAmiga 1000を発売すると、1986年、Impulseは3DレンダラーのTurboSilverを、1987年、AegisはVideoScape 3-Dを、同年、Hash Enterprises (後のHash)はAnimation:Apprentice (Animation:Masterの前身)を、1988年、Octree Software (後のCaligari)はCaligari (後のtrueSpace)をリリースした。1989年、AegisはModeler 3-Dをリリースした。1990年、NewTekは、VideoScape 3-DとModeler 3-Dを併せてLightWave 3Dとし、LightWave 3DのバンドルしたVideo Toasterシステムを発売した。同年、RealsoftはReal 3D (後のRealsoft 3D)をリリースした。1991年、ImpulseはTurboSilverの後継として、モデリングにも対応するImagineをリリースした。
1992年、Hash EnterprisesはAmiga用であったAnimation:Apprenticeの後継となる、Windows用のWill Vinton's Playmation (後のAnimation:Master)をリリースし、翌1993年にそのMacintosh版をリリースした。同年、ImpulseはImagineのMS-DOS版をリリースした。1994年、Amiga機の開発元であるCommodoreが倒産すると、同年、NewTekはWindows及びMac OS X版のLightWaveをリリースし、CaligariはWindows用としてCaligariの後継となるtrueSpaceをリリースし、RealsoftはWindows版のReal 3Dをリリースした。
1993年、MAXONはAmiga用としてCinema 4Dをリリースしたものの、1996年にWindows及びMacintoshへと移行した。

## Autodeskの参入
1985年、CubicompはPCベースの3DCGシステムであるPictureMakerをリリースした。
1986年、Crystal Graphicsは、AT&Tベル研究所の開発したMS-DOS用モデラーをTopasとして発売し、1987年、AT&T Graphics Software LabsはそれをSoftVisions Topasとして販売した。同年、Time Artsは、Crystal Graphicsの開発するCrystal 3-Dを発売した。
1984年、Gary YostはAntic Softwareを設立し、Tom Hudsonと共にAtari ST用のCyber Studio CAD-3Dを開発したものの、Atari STのグラフィックの弱さのために市場が広がらず、1987年にAutodeskからの勧誘をうけて、The Yost GroupとしてMS-DOS用の3D Studioの開発を請け負った。
1987年、Digital Artsは、初のRenderMan互換レンダラーを搭載するMS-DOS用3DソフトウェアのDGS (Digital Graphic System)をリリースし、1988年にAutoCADからのインポータを用意した。一方、1987年、AutodeskはAutoCAD用レンダリングパッケージのAutoShadeをリリースし、1991年にRenderManを含むAutoShade 2 with RenderManをリリースした。その後、Digital ArtsはDGSの開発を終了した。Autodeskは、1990年にAutoCAD形式の読み込みに対応する3D Studioをリリースし、その後3D Studioを成熟させていくと、AutoShadeの開発を終了した。
1993年、AT&T Graphics Software Labsが解散したものの、Crystal GraphicsはTopasのリリースを継続したが、Windowsへの移植を行わずにTopasをディスコンとした。1996年、Autodeskは3D StudioのWindows版である3D Studio MAXをリリースした。

## SGIワークステーションの伸長とNURBSの普及
ハイエンドの映像製作において、Symbolicsに代わりSGIのワークステーションが普及した。1982年、SGIはIRIS GLの開発を開始し、1983年にIRIX搭載の最初の3DCG向け端末であるIRIS 1000を発売した。1984年にWavefront Technologiesが設立され、その後、WavefrontはThe Advanced Visualizerをリリースした。1986年、Alias Researchはエンターテイメント向けにB-splineベースのAlias/2をリリースした。1987年、CubicompはVertigoを買収し、1988年、VertigoのソフトウェアをSGI IRIS 4Dに移植した。
1987年、TDIはEspace (後のTDI Explore)をリリースした。1988年、SoftimageはIRIXに向けてCreative Environment (後のSoftimage 3D)をリリースした。同年、WavefrontはThe Advanced Visualizerの下位版であるPersonal Visualizerをリリースした。1990年、Alias ResearchはAlias/2の後継として、NURBSベースのPowerAnimatorをリリースした。
1987年、SGIとPixarがAPIの共同開発を検討したものの成功せず、1988年、Pixarは単独でRenderman Interface Specificationを公開した。1989年、PHIGSが国際標準化され、PEX (PHIGS Extension to X)を採用する3Dソフトウェアが広まることを懸念したSGIは、IRIS GLの標準化を決め、1989年にOpenGLの開発を開始した。
1990年、Cubicompが傾くと、元Vertigoの従業員はVertigo Technologyを立ち上げて、Vertigoのソースコードを買収した。1991年、日本シンボリックスはニチメングラフィックスに改名し、1992年にSymbolics Graphics Divisionが倒産すると、その資産を買収して、S-Products (後のN-WORLD、Mirai)をSGI IRIXへ移植した。
1993年、Wavefrontは革新的NURBSモデリングを備えるTDIを買収した。一方、同年、Alias ResearchはPowerAnimatorの後継となるMayaの開発を始め、1994年、NURBSカーネルの一つAGLibの開発元であるApplied Geometryを買収した。

## GPUの普及とSGIの衰退
1993年、SoftimageはDiscreet Logicとの裁判を抱えてしまい、1994年、MicrosoftがSoftimageを買収した後、裁判が和解となった。1994年、Alias ResearchはNintendoと契約を結び、PowerAnimatorはゲーム業界でも成功を収めた。一方、同年、WavefrontはAtari Jaguar用のゲーム開発キットであるGameWareを開発したものの、Atari Jaguarは失敗に終わった。1995年、SGIはAlias ResearchとWavefrontを買収・合併し、Alias|Wavefrontを誕生させた。同年5月、MicrosoftはWindows NT 3.51にOpenGLを搭載したものの、同年2月にMicrosoftはReality Lab APIの開発元であるRenderMorphicsを買収しており、1996年にはDirectX 2.0にそれをDirect3Dとして導入し、SoftimageはWindows NTへの移植やゲーム開発向け機能の強化が行われていった。
1993年、AutodeskはHOOPS 3D Graphics Systemの開発元であるIthaca Software (旧Flying Moose Systems and Graphics)を買収し、1996年、Autodeskは、HOOPS 3D Graphics Systemベースの独自ハードウェアアクセラレーションAPIであるHEIDIを使用して、Windows NT版の3D Studio Max (現3ds Max) をリリースしたものの、1997年の3D Studio Max R2でOpenGLに対応させた。
1997年から、ハリウッドではUNIXと互換性の高くIRIXから移行しやすいLinuxがレンダーファームで使われ始めた。1997年、MicrosoftとSGIが、OpenGLとDirectXの統合を目指すFahrenheitプロジェクトを開始した。1998年、SGIの子会社であるAliasがIRIX上でMayaをリリースし、映画業界ではIRIXを冷遇していたSoftimageからの離脱が起きはじめた。同年、MicrosoftはSoftimageをAvidに売却し、1999年にはFahrenheitプロジェクトも頓挫した。同年、SGIは同社初のWindows NTワークステーションであるSGI Visual Workstationを発売したものの、PC用の安価なGPUが普及したこともあり、日本以外での業績の悪化が続き、Windows NTはスケールしないとして、2000年5月にプライマリOSをLinuxへと変更した。2001年3月、Alias|WavefrontはMayaのLinux版を発売し、同年12月、Avid子会社のSoftimageもLinuxに対応するXSI 2.0をリリースした。同年、HPもLinuxワークステーションに参入した。
ゲームにおいては、Windowsが普及し、GPUによる3Dアクセラレーションが普及することで、3DのPCゲームが広がった。ゲーム用の高速な3D APIは、当初GPUベンダー毎に用意されていたため (VoodooのGlide、RenditionのRRedline(旧Speedy3D)、PowerPCのSGL、ATIのCIF、S3のS3D/MeTaL、MatroxのMSI、CreativeのCGL、NVIDIAのNVLIBなど)、互換性のためにミドルウェアAPI (Argonaut SoftwareのBRender、Criterion SoftwareのRenderWare、RenderMorphicsのReality Lab、GSSのDGIS、Intelの3DRenderなど) が発達したものの、MicrosoftがRenderMorphicsを買収してReality LabをDirect3Dとして導入すると、Direct3Dに収束していった。しかし、Direct3Dにもバージョン互換の問題があるため、ゲームエンジンは発展しつづけた。

## 国産3DCGソフトウェアの始まり
IRIX用のハイエンド国産3DCGソフトウェアとして、トーヨーリンクス (現IMAGICA)のPersonal LINKSが存在した。

### 国産PCの流行とPC/AT互換機の侵食
1987年、シャープがX68000をリリースすると、1989年8月、DoGAはDoGA CGA Systemをリリースした。DoGA CGA Systemはカンパウェアであったため、広く普及した。同年9月、ツァイトはX68000版のZ's Triphony DIGITAL CRAFTをリリースしたものの、それがバージョンアップされることは無かった。その後、アンス・コンサルタンツは、Z's Triphony DIGITAL CRAFTに対応するレンダラーのサイクロンExpressα68をリリースした。その後、メディックスは、サイクロンの開発者によって開発されたモデラーのMIRAGE System Model Stuffをリリースした。1994年、IMAGICAはPersonal LINKSのレンダラーであるL/ImageをX68000に移植して、XL/Imageとしてリリースした。1996年、マイクロネットは3Dアトリエをリリースした。しかし、1995年にリリースされたIntel製CPU向けOSであるWindows 95がヒットしたことにより、モトローラ製CPUを使用するX68000シリーズは終焉となり、これらのソフトウェアの幾つかはWindows 95へと移植されていった。
NEC PC-9801シリーズでは、1985年、時枝敏也がフライトシミュレーションゲームである立体版遊撃王の製作のためにモデラーを開発し、1986年、そのモデラーにレンダラーを搭載したものがShade Proとしてリリースされた。1992年、古島終作は、フリーウェアの六角大王 (後の六角大王Super)をリリースした。1992年11月、エンターブレインは、MIRAGE SystemのPC-9801版をCGツクール3D (後の3DCGツクール)としてリリースした。
1992年10月、コンパックショックが起こり、Windows対応のPC/AT互換機が日本市場にも登場した。1992年11月、コーエーは、Windows向けとしてサイクロンSolidをリリースした。1993年、NECもWindowsに対応する機種 (PC-9821シリーズ)の発売をはじめ、MS-DOSからWindowsへの移行が起こった。

### 安価なソフトウェアの流行
1998年、株式会社終作は、六角大王の製品版である六角大王Superをリリースした。また、同年、エクス・ツールスはShadeの簡易版であるiShade (Macintosh版)/myShade (Windows版)をリリースし、人気となった。1999年、水野修はモデリングソフトウェアのMetasequoiaをリリースし、その後、アントラッドはMetasequoia向けアニメーションソフトウェアのMikotoをリリースした。その後もメタセコイア向けソフトウェア/プラグインは増え続け、メタセコイアを中心とするエコシステムは拡大していった。
コーエーは1997年リリースのサイクロンSolid 97を最後に、エンターブレインは1998年リリースの3DCGツクール95を最後に、マイクロネットは2002年リリースの3Dアトリエ4を最後にメジャーバージョンアップを終了した。2000年、IMAGICAはPersonal LINKSのモデラーであるL/ShapeをWindowsに移植し、L/Shape FEとして販売したものの、2001年に更新を終了した。
また、国内のアマチュア3Dゲーム開発では、国産のHSP環境が普及した。2002年2月、西尾秀規は、3DACEをMX形式の書き出しに対応させ、3DACEはHSP向けモデラーとして使われるようになったものの、2007年に開発が終了された。2003年、おちゃっこLABはHSP用ライブラリであるEasy3D For HSPをリリースし、RokDeBoneとEasy3Dの組み合わせがHSP環境での3Dゲーム開発に使われるようになった。
国産統合ソフトウェアとしては、無料のimocea (旧Rios)が登場し、2009年、大手フリーウェア紹介サイト窓の杜で大賞にノミネートされたものの、広まらずに開発終了となった。2000年、ストーンブレインはシェアウェアのNfModelerをリリースし、2009年、その後継であるStoneyDesignerを無料でリリースしたものの、2016年に開発を終了した。

## NURBSの衰退と価格崩壊
映像において、サブディビジョンサーフェス (Subdivision Surface) が普及し、NURBSからポリゴンへの移行が起きた。1995年、Lightwave 5.0にMetaNURBS(後のサブパッチ)が実装され、1996年、3D Studio MAX R1.1にMeshSmoothが実装された。2000年、CINEMA 4D XL V6にHyperNURBSが実装され、同年、Maya 3.0にも完全なSubdivision Surfaceが統合された。2001年頃、SoftimageにSubdivプラグインのMetaMesh Extremeが登場した。
1990年代、ゲーム開発に、安価な3D Studio MAX (後の3ds Max) が普及した。日本及びヨーロッパでは、Microsoftによってゲーム向け機能の強化されたSoftimageが使われるようになった。1998年、Not a Number Technologies (NaN)が設立され、NaNは内製ソフトウェアであったBlenderの無料頒布を開始し、1999年にそれをWindowsへ移植し、2000年にゲームエンジン(Blender Game Engine)を統合したものの、主流とはならなかった。1999年、Aliasは3ds Maxへの対抗としてゲーム開発向けのサブセットであるMaya Builderをリリースし、2000年にはPS2の上位4タイトルでMayaが使われたと発表した。2002年、AliasはMayaの値下げを行った。同年、Blenderは、開発元のNaNが倒産したものの、開発者の呼びかけによって寄付金が集まり、債権者からコードを買い戻してオープンソース化され、開発が継続した。2004年、Avidも安価なSoftimage Foundationを投入した。
1997年、ニチメングラフィックスは、N-WORLDのWindows NT版をリリースし、1999年にその後継となるMirai及び簡易モデラーNendoをリリースしたものの、その後、3DCGソフトウェア開発より撤退した。Miraiの開発部門は独立してWinged Edge Technologies (後のIzware)となり、Mirai及びNendoの開発を続けたものの販売を行わなかったため、2001年、そのことに苛立った有志がNendoのオープンソースクローンとしてWings 3Dの開発を始めた。
1999年、Station X StudiosはインハウスツールであったLightWave用アニメーションプラグインのProject: messiahをリリースし、2000年、Station X Studiosの創立者らはpmG (project:messiah Group、後のpmG Worldwide)を設立して、2001年、単体版のmessiah:studio (後のmessiahStudio)をリリースした。2001年、LightWaveの完全な書き換えを望んでいたNewTek副社長のBrad Peeblerは、LightWaveのリード開発者らと共にLuxologyを立ち上げ独立し、2004年、Luxologyはmodoをリリースして、モデリングに定評を得た。2003年、Nevercenterは高機能なポリゴンモデラーのSiloをリリースした。2004年、EITGは、Electric Image Universeに含まれていたElectric Image Modelerの開発を終了し、代わりにSiloバンドル版のEIASを発売した。2005年5月、Eoviaは、Silo/Modo/Wings 3Dへの対策のために、モデリングソフトウェアAmapiのポリゴンモデリング強化版として、NURBS未対応のHexagonをリリースした。同月、VistedgeはSiloバンドル版のStrataをリリースした。同年12月、Eoviaは、Hexagonのモデリング機能を移植したCarrara 5をリリースした。
3Dゲームの普及によって、個人による3DゲームのMOD製作文化も生まれた。2001年9月、Autodesk子会社のDiscreetはゲーム向け無料版のGmaxを公開した。2002年、AliasはUnreal Tournament 2003等のMOD作成のために、非商用無料版のMaya PLEを公開した。2003年、SoftimageはXSI Experience CDの後継として無料のSOFTIMAGE|XSI EXPを公開し、2004年3月にSOFTIMAGE|XSI EXPのMOD作成版を公開し、同年12月にはその後継となるXSI Mod Toolを公開した。
オープンソースソフトウェアでは、Wings 3Dの他にも、1998年にMoonlight Creator (後のMoonlight Atelier、Moonlight|3D)が、1999年にK-3D (旧Equus-3D)が登場している。

### 特定レンダラー向けモデラー
古いレンダラーは独自のシーン記述言語を持っており (例えばRenderManのRIB、POV-RayのPOVなど)、特定のレンダラーに特化するシーン構築ソフトウェアやモデラーが登場した。初期のものとしては、1991年にRenderMan用シーン構築ソフトウェアとしてリリースされたPixarのShowplaceや、1991年より開発の続くPOV-Ray用モデラーのLutz and MarkusのMorayがあった。
オープンソースの波と共に、1997年、RenderMan互換レンダラー向けモデラーのThe Mops (後のAyam)がリリースされ、2003年にPOV-Ray向けモデラーのKPovModelerがリリースされた。また、2004年、John VanSickleは、フリーウェアとしてPOV-Ray向けモデラーのLionSnake Modelerをリリースした。
2007年、POV-Rayの開発元Persistence of Vision Raytracer Pty.はLutz and MarkusよりMorayを買収したものの、新たなMorayのリリースを行わなかった。2009年、Hugo Arnautは新たなPOV-Ray用モデラーとしてBishop3Dをリリースし、2014年にそれをオープンソース化し、その開発を終了した。

### フライトシミュレーション/トレインシミュレーション
Windowsにおいて、フライトシミュレーションやトレインシミュレーションの乗り物モデルの作成には、当初高価な3ds Maxが使われていたものの、その後、Discreetのgmax、AbacusのFS Design Studio/Train Sim Modeler、Amabilisの3D Canvas (現3DCrafter)などの安価なソフトウェアが登場した。Microsoftは、2001年発売のFlight Simulator 2002 Proや2002年発売のMicrosoft Train Simulator 1.2に、Discreetのgmax Game Packを付属した。
オープンソースのフライトシミュレーションソフトウェアであるFlightGearのモデリングには、InivisのAC3DやオープンソースのPretty Poly Editor (PPE)が使われていた。BlenderからAC3D形式に変換するスクリプトも作られた。

### Hash Patchの普及
HashのAnimation:Masterは1987年当初より独自のパッチ技術を使用していたが、1996年から1998年にかけてMike Cliftonは同様の技術を用いたsPatchを開発し、その後、Hamakazuの開発するhamaPatchや、オープンソースのJPatchも登場した。しかし、hamaPatchは商用化に失敗して開発終了され、JPatchはバージョン0.5でHashパッチを捨てSubdivベースとなった。

## DTP向けから映像向けへの参入
1985年、AppleがPostScriptを導入したため、DTPにおいてMacintoshが普及した。1987年にAppleは8bitカラーに対応するMacintosh IIを発売し、翌1988年にはSilicon Beach SoftwareがMacintoshに向けてSuper 3Dを、ParacompがMacintoshに向けてSwivel 3D (後のMacromedia Extreme 3D)をリリースし、1989年にはStrata社がMacintoshに向けてStrataVision (現Strata)をリリースし、1990年には、Electric Image社がMacintosh用のElectric Imageをリリースした。1989年12月、Ray Dream社が設立され、1991年にRay Dreamは、Ray Dream Designer (後のRay Dream Studio、現Carrara)をリリースした。

### Mac向けRenderManの登場
1990年、PixarはレンダラーのMacRenderManをリリースし、翌1991年には、MacRenderManのフロントエンドであるShowplaceをリリースした。同年、ParacompはSwivel 3DにMacRenderManを同梱し、SwivelManとして発売した。1993年、Pixarの特殊部門であるThe Valis Groupは、PIXAR Showplace用のNURBSモデリングプラグインとして、Pixelsの開発するPixelPuttyをリリースした。1994年、Pixelsは、PixelPuttyの単体版として、PixelPutty Solo (後のPiXELS:3D)をリリースした。
1990年、VIDI (Visual Information Development Inc) は、モデラーのDesign Dimensions、アニメーション作成のDimensions Presenter、レンダラーのRaytraceを統合して、Presenter Professional (後のPresenter 3D)をリリースした。同年、システムソフトはMac版のShade 3Dをリリースした。同年、Aldus (後にAdobeが買収)は、Super 3Dの開発元であるSilicon Beachを買収したものの、1991年10月時点でSuper 3D及びSwivel 3DはStrataVision 3Dに劣ると評価されており、Super 3Dは1991年7月リリースのSuper 3D 2.5を最後にディスコンとなった。1990年、MacroMindはThree-Dをリリースしたものの、1991年にSwivel 3D開発元のParacompと合併してMacroMind-Paracompとなり、1992年にAuthorwareと合併してMacromediaとなった (後にAdobeが買収)。1992年、AdobeがAdobe Dimensionsをリリースした。1993年、Yonowat S.AはAmapiをリリースした。

### NeXTSTEPの3D対応とMacintoshの新APIの失敗
1992年、NeXT Computerは同社OSのNeXTSTEP 3.0の標準3D APIに、3D Graphics Kit (3DKit)としてPhotoRealistic RenderManを採用し、NeXTSTEP 3.0に向けて、Stone Designは3D Realityを、Cub'x SystemesはIntuitiv'3D Professionalをリリースした。1993年にNeXT ComputerはNeXT Softwareへと改名して、MC68000系からPowerPCへの移行期にあったハードウェア開発から手を引き、1994年にNeXTは3DKitを含むNeXTSTEPのAPIをOpenStepとして標準化し、その実装をOPENSTEPとしてリリースした。
1994年、AppleはMC68000系からPowerPCへと移行してPower Macを発売し、1995年、AppleはPower Macに独自APIのQuickDraw 3Dを導入した。同年、CorelはRay Dream Designerのライセンスを受けて、それをWindowsへ移植しCorel Dream 3DとしてCorelDrawスイートに含めた。
Amigaの衰退により、1993年、HashはWill Vinton's Playmation (後のAnimation:Master)のMac版を、1995年、NewtekはLightWaveのMac版を、1996年、MAXONはCINEMA 4DのMac版をリリースした。
1996年12月、次世代Mac OSとなるはずだったCoplandの開発に失敗したAppleは、NeXTSTEPの開発元であるNeXT Softwareを買収した。

### Macintosh用OpenGLドライバの登場と市場の崩壊
1996年12月、ConixがMacintosh向けOpenGLドライバを発表し、1999年にはそのドライバがAppleに買収され、AppleはMacintoshにOpenGLドライバを搭載しはじめた。
Adobeは、1997年リリースのAdobe Dimensions 3.0を最後に、その製品をディスコンとした。同年、Yonowat S.A.は、AmapiをTemplate Graphics Software (TGS)に売却した。同年、Ray DreamはMetaTools、Fractal Design Corporation、Specular及びReal Time Geometry Labと合併を行ってMetaCreationsとなり、1999年、MetaCreationsは、QuickDraw 3D RAVEに対応したInfini-D及びRay Dream Studioを元に、新たにDirect3D/OpenGL対応のCarraraをリリースした。1998年、STRATA社はSTRATA STUDIOProのWindows版を新たにリリースしたものの、翌1999年1月にSTRATA社はChequemate International (商号C3D Digital)に買収され、1999年10月にChequemate InternationalはStrataの資産を新たな子会社の3D.COMに移動し、2000年11月にStrataの資産の一部権利を3D.COMから別会社のCorastarに分離した。1998年、VIDIは閉鎖し、Presenter 3Dをディスコンにしたものの、その後、The Mac 3D Teamとして3Djoyの開発を始めた。1998年、Play社はElectric Image社を買収したものの、その後倒産し、2000年にElectric Image社 (後のEITG)は再度独立した。2000年、Eoviaが設立され、その後、EoviaはMetaCreationsからCarraraを買収し、更にAmapi開発元のTemplate Graphics Softwareと合併した。

### 映像への注力とCocoaへの移行
2000年から2002年にかけて、Appleは映像向けソフトウェアの開発企業を買収していった。2001年、AppleはNEXTSTEPの技術を導入したMac OS Xをリリースしたものの、OpenStepのAPIの後継となるCocoa (旧Yellow Box)には3DKitが搭載されず、OpenGLのみとなった。また、Cocoaでは、開発環境が従来のCodeWarriorからXcodeへと変更となり、プラグインの互換性問題が起きた。同年、Alias|WavefrontはMayaのMac OS X版を発売した。また、NaNはBlenderをMac OS Xに移植した。2003年、Martin Wengenmayerは、Cocoaベースの新たな3DCGソフトウェアとしてCheetah3Dをリリースした。同年、Shade開発元のエクス・ツールスは経営破綻し、イーフロンティアへ営業譲渡された。2004年、Luxologyは、Macに対応するMODOをリリースした。
2004年、Archway Systemsは、VersaCAD 2004 for MacintoshにThe Mac 3D Teamの3Djoyを同梱したものの、その後、The Mac 3D Teamは解散した。

### Intel Macへの移行
2005年6月、AppleはIntel CPUへの移行を行うと発表し、2006年より移行を行った。2006年、PiXELS Digital (現Digital One Color)はPiXELS:3DをIntel Macに対応させたものの、それがその最後のリリースとなった。2006年、Eoviaは、CarraraとHexagonをDAZ 3Dに、Amapiをイーフロンティアに売却した。しかしその後、イーフロンティアがAmapiをリリースすることは無かった。

## 業界再編とAutodeskの寡占
2000年代になると、統合ソフトウェアの業界再編が起きた。2004年4月、SGIは、同社のサーバー/ワークステーションを生き残らせるためとして、Maya開発元のAliasをAccel-KKRに売却した。同年8月、AliasはFilmbox (現MotionBuilder)及びHumanIKの開発元であるKaydaraを買収し、翌2005年10月AutodeskはAccel-KKRからAliasを買収した。同年、MicrosoftはWindowsのOpenGL実装をDirect3D経由に変更しようとしたが、OpenGL使用ソフトウェアの性能低下に対して批判を受け、翌2006年3月に撤回した。同年7月、AutodeskはMaya 8にDirect3Dベースのビューポートプラグインを追加した。同年、DAZ 3DはEoviaよりCarraraを買収し、DAZ Studioとの連携機能を強化していった。同年、Avidは3ds Max向けキャラクタアニメーションプラグインであるCATの資産を買収したが、2008年、Avidは同社の財務問題より、黒字だったSoftimageをAutodeskに売却した。
2005年3月、AutodeskはDiscreetをAutodesk Media and Entertainmentへと改名し、同年10月にGmaxの開発を停止した。2005年10月、AutodeskはMayaの開発元であるAliasを買収し、2007年のMaya PLE 8.5を最後にPLE版のリリースを終了した。また、2008年にAutodeskはSoftimageを買収し、2009年のSoftimage Mod Tool 7.5を最後に、Mod Toolの開発を停止した。

## スカルプト及びスケッチモデリングの普及
スカルプトモデリングでは、1999年、Pixologicがペイント/スカルプトソフトウェアのZBrushをリリースした。2004年、Dassault Systèmesは子供向けのCosmic Blobsをリリースし、2006年、汎用のCB Model Proのベータ版をリリースしたものの、正式版をリリースする前に3DVIA Shapeの開発へと移行した。2007年2月、SkymatterはスカルプトソフトウェアのMudboxをリリースし、同年8月にAutodeskはSkymatterを買収した。同年2月、Blenderは、バージョン2.43で、Sculpt Modeが導入された。同年、Pilgwayはスカルプトソフトウェアの3D Brush (後の3D-Coat)をリリースした。2009年、Tomas PetterssonはスカルプトソフトウェアのSculptrisを無料公開したものの、2010年、ZBrushの開発元であるPixologicに加わり、その後PixologicからSculptrisがリリースされるようになった。しかし、2011年を最後にSculptrisの開発が終了した。同年、AutodeskはiPad用の安価なスカルプトソフトウェアであるSculpt 123D (後の123D Sculpt→123D Sculpt+)をリリースした。2015年、AutodeskがMudboxのスカルプト機能を移植してMaya 2016をリリースした。2016年、Autodeskは123D Sculpt+を含む123D製品群の開発終了を発表した。
スケッチモデリングでは、1999年にTakeo IgarashiがTeddyを開発してリリースし、年内にエクス・ツールスがその技術を用いたマジカルスケッチを搭載してShade R4をリリースした。2001年、エクス・ツールスがマジカルスケッチの単体版をリリースした。2003年、Takeo Igarashiは、Teddyの後継としてSmoothTeddyをリリースし、2007年、イーフロンティアはSmoothTeddyの技術を用いたSunny 3D (後のマジカルスケッチ)をリリースした。2004年、Aartformは、スケッチモデリングとスカルプトモデリングの両方に対応するCurvy 3Dをリリースした。2007年、Archipelisが設立され、その後ArchipelisはArchipelis Designerをリリースした。

### 素体作成
1994年、REM Infograficaは3ds Max用プラグインのMetareyesをリリースした。1997年、Digimationは3ds Max用プラグインのClay Studio Proをリリースし、MetaReyesからの乗り換えを促した。2002年、PixologicはZbrush 1.5にZSpheres機能を追加した。2012年、Marius Silaghiは3ds Max用プラグインのFormをリリースした。同年、Maya用ノードプラグイン集であるSOuPにbMeshが追加された。同年、Skin Modifierに対応するBlender 2.64がリリースされた。

### リトポロジー
リトポロジーでは当初、3DスキャンしたポリゴンモデルからNURBSモデルを生成することが行われていた。ソフトウェアとしては、Paraform社(後にMetris(現Nikon Metrology)が買収)のParaform、Raindrop Geomagic(後に3D Systemsが買収)のgeomagic Studio、headusのCySlice、InSpeck(後にCreaformが買収)のEM、INUS Technology(後に3D Systemsが買収)のRapidform、InnovMetricのPolyWorksなどが存在した。
その後、NURBSからポリゴンへの移行が起こり、スカルプトモデリングしたポリゴンモデルからトポロジーの綺麗なポリゴンモデルを生成することが行われるようになった。2001年、headusはSubdivにも対応するCySlice v3をリリースし、それはCG業界で広く使われた。
2005年、Carl-Mikael Lagnecrantzは3ds Max用スクリプトのPolyBoostをリリースした。2006年、Cristi PrefacはTopogunのベータ版をリリースし、2009年にPixelMachineを立ち上げてTopogun 1.0をリリースした。2007年、digitalRasterはリトポロジー向けのQuad Draw機能を持つMaya用プラグインのNEXをリリースした。
2007年には、Blender 2.43にRetopoツールが導入された。2008年、PILGWAYは強力なリトポ機能を搭載する3D-Coat 2.10をリリースした。2009年、Autodeskは、PolyBoostをGraphite Modeling Toolsとして搭載する3ds Max 2010をリリースした。2010年、PILGWAYは自動リトポ搭載の3D-Coat 3.5をリリースした。2012年、Pixologicは自動リトポのQRemesher及び手動リトポのTopologyブラシを搭載するZBrush 4R4をリリースした。2013年、Autodeskは、NEXをModeling Toolkitとして搭載するMaya 2014をリリースした。

## 近代化改修とインディー版の登場
2008年、Blender Foundationは、UI等の大幅な改修を行うBlender 2.5系の開発を始めた。2009年2月、NewTekは次世代LightWaveとして、一から作り直したLightWave Coreを発表したものの、2011年にその開発を断念し、開発した技術をLightWaveに統合することとした。2009年、AutodeskはProject Excalibur (XBR)により最初の近代化を行った3ds Max 2010をリリースし、その後も近代化を続けていった。2010年、AutodeskはQtベースの新UIを導入してMaya 2011をリリースし、2011年、同様にQtを導入してMotionBuilder 2012をリリースした。同年、Blender Foundationは、近代化を行ったBlender 2.5系の安定版であるBlender 2.60をリリースした。2012年、水野修はテトラフェイスを設立し、2013年、テトラフェイスはMetasequoia 4をリリースし、その後、外部に頼っていたボーンやモーフなどを自前で実装していった。2014年、AutodeskはSoftimageの開発を終了した。同年、Maxonは一部に新コアアーキテクチャを導入してCinema 4D R16をリリースし、その後も近代化を続けていった。2015年、Foundryは、Mac OS X版及びWindows版の両者をQtベースのUIに移行してModo 901をリリースした。2016年、AutodeskはQtベースの新UIを導入して3ds Max 2017をリリースした。同年、NewTekは、未だに分かれていたLightWaveのモデラーとレイアウトの統合を進めていると発表し、2018年、LightWaveのモデラーとレイアウトに統合メッシュシステムが搭載された。
また、サーフェスモデラーにおいてもブーリアン処理が改善されたことにより、ソリッドモデラーに近づくこととなった。2006年、Autodeskは3ds Max 8のサブスクリプションに、NPOWER Software製Power BooleansベースのPro Booleansツールを提供した。Tobias SargeantはオープンソースのブーリアンライブラリであるCarveを開発し、2012年、Blenderは2.62でCarveベースのブーリアンモディファイアを追加し、2013年、AutodeskはMaya 2014 ExtensionにCarveベースのブーリアンツールを追加した。2015年、FoundryはBraid Art Labsの開発していたブーリアンプラグインであるMeshFusion (旧SubDFusion)を買収して、それをmodo 901に搭載した。2016年、Blenderは2.78でブーリアンモディファイアを高速な独自実装に切り替えた。2017年、Side Effects Softwareは新たなブーリアンツールを搭載するHoudini 16をリリースした。同年、PixologicはLive Boolean搭載のZBrush  4R8をリリースした。
2010年代になると、オンラインゲームストアのSteamやゲーム素材ストアのUnity Asset Store等で、MOD製作者やインディーズ開発者向けに、安価なソフトウェアやソフトウェアの制限エディションを販売することが増えた。2012年10月、e-frontierは、Mac App Storeにおいて、Shade 3DのUnity向け版であるShade 3D for Unityの無料公開を行った。同年12月、NevercenterはSteamにおいて安価なモデリングソフトウェアのSilo 2を販売し、2013年、FoundryはSteamにおいてMODOの簡易版であるMODO Steam Editionを販売した。2014年3月、Allegorithmicは3DペイントソフトウェアSubstance Painterの非商用版をSteamで販売し、同年4月、AutodeskはSteamにおいてMayaの簡易版であるMaya LTをリリースした。
同年12月、FoundryはSteamにおいて、MODO Steam Editionの後継となる大幅に制限を緩和したMODO indieのリリース及び3DペイントソフトウェアのMARI Indieのリリースを行った。同年、pmG WorldwideはmessiahStudio Pro Unity SpecialをUnity Asset Storeでリリースしたほか、Side EffectsもHoudiniの簡易版であるHoudini IndieをUnity Asset Storeで販売した。その他、3D-Coat、Substance Designer、CRYENGINE、Curvy 3D、PD HowlerなどがSteamで、また、Substance Designer/PainterなどがUnity Asset Storeで販売されている。
また次世代APIも登場した。2013年よりAMDはDirect3D 11/OpenGL 4よりもハードウェア抽象化レイヤーを薄くしたローレベルグラフィックスAPIとして自社GPU向けのMantleを独自開発し、2014年6月にはAppleが同様の独自ローレベルAPIとしてMetalを導入した。一方、Microsoftは2003年にOpenGL ARBから脱退していたものの2014年には次世代API「glNext」を開発中だったその後継団体のKhronos Groupに復帰し、2015年7月にはMicrosoftも次世代APIとしてDirectX 12 (Direct3D 12) をリリースした。2016年2月にはKhronos GroupもglNextとして開発されていた次世代APIをVulkanとして標準化した。2018年、MAXONはMetal APIに対応するCinema 4D R20をリリースした。
その後、API同士の互換性が強化されていった。2018年にはKhronos GroupがAppleのMetal上でVulkanを動かすための互換レイヤー「MoltenVK」をリリースした。また同年にはLinuxベースのゲーミングOS「SteamOS」を開発しているValve CorporationがLinuxのVulkan環境上でWindowsのDirect 3Dゲームを動かすための互換レイヤー「Proton」を導入し、その後もValveはLinuxにおけるDirect 3D対応を強化していった。また同年にはMicrosoftがDirect 3Dのシェーダーで使われるHLSL言語を他の環境向けへと変換するオープンソースのShader Conductorをリリースし、2020年にはKhronos GroupがMicrosoftの協力の下でVulkanのHLSL言語対応を強化すると発表した。

### 64ビット化の進行と32ビットの衰退
3DCGはメモリを多く必要とするため、メモリに4GBの壁が存在する32bitアドレッシングでは不十分となっていき、64bitアドレッシングの普及が進んでいった。90年代に64bit CPUのMIPS R4000が登場し、SGIのワークステーションは早いうちに64bit CPUの搭載が進み、また一部のコンシューマーゲーム機 (NINTENDO 64) にもそれが搭載されたものの、当時のメモリ容量では64bitアドレッシングが持て余し気味となっていた。その後メモリ容量が増えるにつれ64bitアドレッシングは重要となり、x64アーキテクチャの登場によりPCでも64bit CPUが一般化し、その後、ARMv8-Aアーキテクチャの登場によりスマートフォンにおいても64bit CPUが一般化した。
3DCGソフトウェアでは32bit版と64bit版の並存状態が続いたが、64bit OSが普及するにつれ32bit OSのサポートを切るソフトウェアも増えていった (Maya 2014以降、3ds Max 2014以降など)。2017年、CanonicalはUbuntuの32bitインストールを終了すると発表し、AppleもmacOSにおいて将来32bitアプリのサポートを終了すると発表した。同年、GPUメーカーのNVIDIAもGPUドライバの32bit OSサポートの終了を発表し、2018年、AMDもGPUドライバを含むソフトウェアスイート「Radeon Software」の32bit OSサポートの終了を発表した。

## UV展開

### UV自動展開の普及
2004年、Blenderは2.34でOpenNLを統合し、LSCM (Least Squares Conformal Map)によるUV自動展開に対応した。2005年、Polygonal DesignはUV自動展開ツールのUnfold 3Dをリリースした。同年、AutodeskはUV Pelt Mapping搭載の3ds Max 8をリリースし、LuxologyはUVの高速展開に対応するModo 103をリリースした。
2006年、Blenderは2.42でABF (Angle Based Flattening) によるUV自動展開に対応した。その後、Francis O'BrienはBlenderのLCMS/ABFのコードを利用して、Maya用UV展開プラグインのRoadkillをリリースした。Roadkillは3ds MaxやSoftimageにも移植された。その他、ABF++による展開に対応するMaya用プラグインのZebruvも登場した。
2009年、AutodeskはUnfold 3Dの技術を搭載するSoftimage 7.5をリリースし、2011年、LSCMによるUV自動展開に対応する3ds Max 2012をリリースし、2014年、Unfold 3Dの技術を搭載してMaya 2015をリリースした。

## 法線編集
2007年、Autodeskはモデル間の法線マップの転写に対応するMaya 8.5をリリースした。2005年、Softimageはモデル間の属性の転写を行うGATOR機能搭載のSoftimage|XSI v5.0をリリースし、2009年、Autodeskはユーザ法線の転写にも対応させたSoftimage 2010をリリースした。
2015年頃、Gotetzはゲーム『GUILTY GEAR Xrd -SIGN-』の開発で使われたSoftimage用法線編集プラグインUser Normal Translatorをリリースした。2015年、Blenderは2.74で、法線の転写にも対応するMesh Data Transfer機能を搭載した。また、Blender用のUser Normal Translatorクローンアドオンもリリースされたほか、Blender用Web3DアドオンのBlend4Webにも法線編集機能が追加された。

## モデル最適化

### ポリゴンリダクションの登場とLoDの普及
当初は3DCADデータから仮想現実に必要なローポリゴンモデルへと変換することが行われていた。ポリゴン削減ソフトウェアとしては、1992年にCyberware SoftwareがCymage (後のCyDuce→Decimate)をリリースし、1994年にInnovMetricがImCompress (後のIMEdit/IMCompress、PolyWorks Modeler)をリリースし、1996年にSystem In MotionがPolyRed (後のRational Reducer) をリリースし、1998年にRaindrop Geomagic (後に3D Systemsが買収) がDecimator (後のGeomagic Studio) をリリースした。ミドルウェアとしては、1997年にSGIがLoD (Level of Detail)生成に対応するCAD向けAPIのOpenGL Optimizerを提供した。
ゲームにおいてもLoDの採用が始まった。1995年、Microsoftはポリゴン削減に対応するSoftimage|3D 3.0をリリースした。1998年、SonyはLightWave用のPolygonEaterをリリースし、1999年、その3ds Max版であるPolygonEater P2をリリースした。同年、Alias|Wavefrontは、LoD及びポリゴン削減に対応するMaya 2.5をリリースした。同年、Mootools softwareはPolygon Cruncherの開発を始めた。
また、無料のポリゴン削減プラグインやソフトウェアも登場した。古いものとしては、Marvin LandisによるLightWave用ポリゴン削減プラグインのDecimateが存在した。1997年、Marvin LandisはLightWave用のLoDプラグイン及び、Decimateプラグインよりも制限の少ないポリゴン削減プラグインqemLOSSをリリースした。同年、CNRはJadeをパブリックドメインとしてリリースし、イリノイ大学アーバナ・シャンペーン校はqslimを無料でリリースした。

### プログレッシブメッシュの登場と失敗
Web3D方面では、1998年、IntelとMetaCreationsの共同開発により、プログレッシブメッシュによる3Dモデルの転送が可能なWeb3DプラグインのMetastreamが登場し、MicrosoftはMetaCreationsのMetaStreamの技術のライセンスを受けて、Internet Explorerに向けてChromeffectsを発表したが、リリースが延期され、そのままリリースされることは無かった。2000年、Web3Dプラグインの一つCult3Dの開発元Cycoreは、Rational Reducerの開発元System In Motionを買収した。
2000年、Microsoftは、DirectX 8において、DirectX拡張ライブラリD3DXにプログレッシブメッシュ生成APIのD3DXGeneratePMeshを追加した。

### ポリゴンリダクションの標準機能化と新たなソフトウェアの登場
2000年、Microsoftは、DirectX 8において、DirectX拡張ライブラリD3DXにLoD生成APIのD3DXSimplifyMeshを追加した。同年、NewTekはMarvin LandisのqemLOSS2 (後のReduce Polys+)をLightWave 6に同梱しはじめ、2001年、LightWave 6.5bでDecimateプラグインも標準搭載するようになった。同年、NaN社はDecimatorツールを持つBlender 2.14をリリースした。
2002年、VizUp Technologyが設立され、VizUp TechnologyはVizUp Optimizer (後のVizUp 3D Reducer→VizUp)をリリースした。2006年、Donya Labsが設立され、その後、Donya LabsはSimplygonをリリースした。
2006年、Foundryはポリゴン削減に対応するModo 201をリリースした。2008年、AutodeskはCreativity Extension for 3ds Max 2009において、Mootools software製Polygon CruncherベースのProOptimizerモディファイアを導入した。

### 法線マップベイクツールの登場
2004年、NVIDIAはハイポリモデルを基にローポリモデル用の法線マップをベイクするためのツールであるNVidia Melodyをリリースした。その後、Santiago Orgazは無料の法線マップベイクツールであるXnormalをリリースし、Xnormalは広く使われるようになった。

### SDK版およびクラウド版の登場
2009年、MicrosoftはD3DXライブラリを外してDirectX 11.0をリリースした。2011年、MooToolsはPolygon CruncherのSDK版をリリースし、2012年、VizUp TechnologyはVizUpのSDK版をリリースした。
2013年、Donya LabsはSimplygonのクラウド版であるSimplygon Cloudをリリースした。

### 新たな波
2013年、AutodeskはDonya Labs製SimplygonベースのMaya用ポリゴン削減プラグインProject Khanを試験的にリリースし、2015年、LoDの自動生成に対応するMaya LT 2016 Extension 2をリリースした。2016年、Epic GamesはLoDの自動生成に対応するUnreal Engine 4.14をリリースした。
2017年、MicrosoftはSimplygonの開発元Donya Labsを買収した。

## キャラクタアニメーション

### NURBS時代
当初は3DCGにおいてもNURBSが主流であり、スキニングも特殊なものとなっていた。1991年、Softimage社はキャラクタアニメーション用のActor Moduleを搭載するCreative Environment (後のSoftimage) 2.5をリリースした。1992年、Wavefront TechnologiesはThe Advanced Visualizer用として、キャラクタアニメーションパッケージのKinemationをリリースした。同年、AliasはIKに対応するPowerAnimator 4.0をリリースした。
1998年、Alias|WavefrontはPowerAnimatorのクラスターおよびKinemationのフレクサを引き継ぐMayaをリリースした。

### Subdivision Surface時代初期
1996年、DiscreetはMeshSmoothに対応する3D Studio MAX R1.1をリリースし、同時に3ds Max用キャラクターアニメーションプラグインのCharacter Studioをリリースした。同年、Digimationは3ds Max用プラグインのBones Pro MAXをリリースした。

### ブレンドウェイト及びウェイトペイントの普及
その後、ブレンドウェイトが普及していった。1999年、Aliasは複数ジョイントによる同一頂点移動に対応するSmooth Skinningを備えたMaya 2をリリースした。1999年、DiscreetはウェイトブレンドベースのSkin Modifierに対応する3D Studio Max 3をリリースし、2000年、ゲーム業界向けにそのソースコードを公開した。同年、Avid Technologyはエンベロープウェイトの編集に対応するSoftimage|3D 3.9をリリースした。

### 筋肉および皮膚シミュレーションの登場
2002年、Snoswell Designは筋肉および皮膚シミュレーションに対応する3ds Max用プラグインのAbsolute Character Toolsをリリースした。2003年、Reflex Systems (旧Reflex Research)は、筋骨格再現に対応する人間モデリング/アニメーションソフトウェアのReflex|Dramaをリリースした。2004年、Di-O-Maticは筋肉に対応する3ds Max用プラグインのHerculesをリリースした。同年、CG ToolkitはMaya用の筋肉プラグインであるMuscle TKをリリースした。2003年、Character Animation Technologiesは3ds Max用キャラクターアニメーションプラグインのCAT (Character Animation Toolkit)をリリースし、2005年、CAT用の筋肉システムであるCATMuscleをリリースした。2004年、AutodeskはCharacter Studioの販売を終了し、その機能を標準搭載して3ds Max 7をリリースした。
2006年、Lumonixは新たな3ds Max用筋肉プラグインのSkin FXをリリースした。同年、Avid TechnologyはCATの開発元Character Animation Technologiesの資産を買収してCATをSOFTIMAGE|CATに改名し、2007年、CATMuscleを統合してSoftimage|CAT 3をリリースした。
2007年、Autodeskは、Maya Mascleを搭載するAutodesk Maya 2008 Extension 1をリリースした。2008年、AutodeskはSOFTIMAGE|CATを含むSoftimageを買収して、2010年、CATを3ds Max 2011に標準搭載した。

### デュアルクォータニオンスキニングへの注目
軽くて捻りに強いデュアルクォータニオンスキニングも注目された。2008年、Blenderは2.46でデュアルクォータニオンスキニングに対応した。2009年、CATの元開発者Phil Taylorは、デュアルクォータニオンスキニングを含むアニメーションに対応するSoftimage用のPhil's ICE Packをリリースした。2010年、Autodeskはデュアルクオータニオンスキニングに対応するMaya 2011をリリースしたほか、Phil's ICE Packのデュアルクオータニオンスキニングを標準搭載してSoftimage 2011をリリースした。2011年、Raylightは3ds Max用のデュアルクォータニオンスキニングプラグインであるXrayBlendSkinをリリースした。2014年、Autodeskはデュアルクォータニオンスキニングに標準対応する3ds Max 2015 Extension 2をリリースした。2015年、Side Effectsはデュアルクォータニオンスキニングに対応するHoudini 15をリリースした。
しかしながら、ゲームエンジンへの採用は広まらなかった。

### Delta Mushの普及
2013年、動物のアニメーションに定評のあったVFX制作会社のリズム&ヒューズ・スタジオが倒産し、2014年、かつてそこで使われていた独自スムージング技術Delta Mushのアルゴリズムが公開された。同年、Miquel CamposはSoftimage用のDelta Mush ICEをリリースした。2015年、Blenderは2.75でDelta MushベースのCorrective Smoothモディファイアに対応した。同年、AutodeskもDelta Mushに対応するMaya 2016をリリースした。2016年、Side EffectsもDelta Mushに対応するHoudini 15.5をリリースした。

### モーションキャプチャー

#### 動画ベースのモーションキャプチャーの登場
カメラを使用するソフトウェアベースのモーションキャプチャーシステムも登場した。2000年、L.A.BはPV STUDIOをリリースした。2003年、gportはKROPSをリリースした。
2004年、RealVizはカメラトラッキングソフトウェアMatchMover用のMoCap Moduleをリリースし、2006年、RealVizはMatchMoverの派生として、モーションキャプチャーに特化したMovimentoをリリースした。
2007年、Organic MotionはマーカーレスモーションキャプチャーシステムのSTAGEをリリースした。2008年、AutodeskはMatchMover及びMovimentoの開発元RealVizを買収した。
2010年、iPi SoftはマーカーレスモーションキャプチャーソフトウェアのiPi Desktop Motion Captureをリリースした。2011年、gportはKROPSの販売を終了し、iPi SoftのiPi Desktop Motion Captureをその後継とした。

#### Kinectの登場
2010年、Microsoftは深度付きカメラのKinectをリリースした。2011年、iPi SoftはiPi Desktop Motion CaptureをKinectに対応させた。2012年、Cadavid ConceptsはKinectによるモーションキャプチャーソフトウェアのnuiCaptureをリリースした。同年、Jasper BrekelmansはKinectによる顔面モーションキャプチャーツールBrekel Kinect Pro Faceをリリースし、2013年、体のモーションキャプチャーに対応するBrekel Kinect Pro Bodyをリリースした。

#### 手のトラッキングの普及
HMDの普及により、手のトラッキングが重要となった。2012年、OculusはヘッドマウントディスプレイOculus RiftのDevelopment Kitのクラウドファンディングを行い、大成功を収めた。同年、Leap Motion社は手のキャプチャーを行うハードウェアLeap Motionを発売した。
2013年、AutodeskはMaya及びMotionBuilder用のLeap Motionプラグインをリリースした。2014年、Jasper BrekelmansはLeap Motionに向けてBrekel Pro Handsをリリースした。

## コンセプトモデリングにおける3DCGソフトウェアの普及
車などの一部の製造業界において、本来エンターテイメント向けであったMaya等の3DCGソフトウェアが、デザインの評価やコンセプトモデリング向けとして使われるようになっていった。特に、3DCGソフトウェアは3DCADソフトウェアと異なりアニメーションに強いため、ドライブ環境の再現によるデザインの評価に力を発揮した。
一方、CADにおいても、アーティスティックなモデリングに強いSubdivisionモデリングを搭載するものが登場した。2005年、Dassault SystèmesはSubdivisionモデリングに対応するImagine & Shape (IMA)機能搭載のCATIA V5 R14をリリースした。2012年、TDM Solutionsは、Rhinoceros用のSubdivisionモデリングプラグインであるClayooをリリースし、その後、RhinoGold (後のMatrixGold) にClayooを同梱した。2012年、PTCは、Subdivisionモデリングに対応するFreestyle機能を持ったPTC Creo Parametric 2.0をリリースした。2014年、Dassault Systèmesは、Subdivisionモデリングに対応するSolidWorks 2015をリリースした。2015年、solidThinkingは、NURBS化 (Nurbify)に対応するPolyNURBS機能搭載のsolidThinking Evolve 2015をリリースした。2020年、Robert McNeel & Associatesは、Subdivisionモデリングに標準対応するRhinoceros 7をリリースした。
Subdivisionモデリングの代わりにT-スプラインモデリングを搭載するものも登場した。2007年、T-Splines社はRhinoceros用のT-Splinesプラグインをリリースした。2011年、AutodeskはT-Splines社を買収し、2013年、T-Splinesに対応するFusion 360 (旧Inventor Fusion)をリリースした。2015年、Autodeskはコンセプトモデリングにおいて、Subdivisionモデリングに対応するAutodesk Mayaの代わりとして、T-Splinesに対応するAlias SpeedFormをリリースし、Autodesk Alias AutoStudio (旧Alias Automotive)に付属した。2016年、AutodeskはRhinoceros用のT-Splinesプラグインの開発終了を発表した。2019年、AutodeskはAlias 2020にSubdivisionベースのコンセプトモデリング機能を追加し、T-SplinesベースのAlias SpeedFormの開発を終了した。

## 3DCGに用いられるペイントソフトウェア

### 2DペイントのHDR画像処理対応
当初は3DCGにおいても普通の画像形式が使われていたため、3DCGでの2Dペイントにも一般的なペイントソフトウェアが使われていた。その後、3DCGにHDR画像が多用されるようになったものの、HDR画像の編集を行える市販2Dペイントソフトウェアは殆ど存在していなかった。1998年、映画業界の支援により、オープンソースの2DペイントソフトウェアGIMPのHDR画像処理対応版であるFilm GIMP (後のCinePaint)の開発が始まり、2002年にFilm GIMPが公開された。同年、Idruna Softwareは、市販の2DペイントソフトウェアPhotogenicsのHDR画像処理対応版であるPhotogenics HDRをリリースした。
2003年、Industrial Light & MagicはHDR画像の圧縮形式であるOpenEXRを公開し、そのライブラリ及びFilm GIMP用プラグインをオープンソースとしてリリースした。2005年、AdobeはHDR画像処理に対応するPhotoshop CS2をリリースした。同年、オープンソースの2DペイントソフトウェアKritaもHDR画像処理に対応したほか、Supporting Computers社は2Dペイント対応のArtizen ZE HDR (後のArtizen HDR)をリリースした。
2000年、Film GIMPの開発を行っていたRhythm & Huesは、GIMPの新たなコアグラフィックスライブラリであるGEGLライブラリ (GIMP 'E' Graphical Library)の開発を始めた。このGEGLライブラリはGIMP 2.0に統合される予定となっていたものの、GIMPへの搭載は順延されることとなった。しかし、2015年、ついにGEGLを搭載し、HDR画像処理に対応するGIMP 2.9がリリースされた。

### コンポジット/ロトスコープソフトウェアへの2Dペイント統合
コンポジットの前段階において、3Dレンダリング出力のペイント修正 (Paint Fix)や、実写映像のバレ消し、背景プレートの作成等に2Dペイントが使われているため、コンポジットソフトウェアにも2Dペイントが統合された。2Dペイントに対応する初期のものとしては、QuantelのPaintbox (1981年)/Harry (1985年)/Henry (1992年)が存在する。1997年、DiscreetはFlameにAutopaint機能を追加した。1998年、Microsoft子会社のSoftimage社はペイントに対応するDigital Studio (後のSoftimage|DS→Avid|DS)をリリースした。同年、Avidは2Dペイント対応のIntraframe機能を持つAvid Media Composer 7.0をリリースした。2000年、Discreetは、3DコンポジットソフトウェアのDiscreet Effect (旧Illuminaire Composition)にDiscreet Paint (旧Illuminaire Paint)を統合し、Discreet Combustion (後のAutodesk Combustion)としてリリースした。同年、eyeonは2Dペイントに対応するDigital Fusion 3をリリースした。2001年、Nothing Realはベクターペイントに対応するShake 2.4をリリースした。2001年、Adobeはベクターペイント搭載のAfter Effects 5をリリースし、2003年、Photoshopのペイントエンジン搭載のAfter Effects 6.0をリリースした。2005年、SilhouetteFXは、Silhouette Roto用の2DペイントアドオンのSilhouette Paintをリリースした。2010年、FoundryはRotoPaintノード搭載のNuke 6をリリースした。
また、HDR未対応だったコンポジットソフトウェアもHDR画像処理に対応していった。2002年、eyeonはHDR画像処理対応のDigital Fusion 4をリリースした。2006年、AdobeはHDR画像処理対応のAfter Effects 7.0をリリースした。

### IBL用ライトペイント
画像ベースのライティング (IBL) において、IBL用球形HDR画像への加工が普及したことで、その工程に特化したソフトウェアも登場した。2009年、Protograph (後のLightmap)は、IBLライティング向け2DペインターのHDR Light Studioをリリースした。2012年、LuxionはHDR Editor搭載のKeyShot 3.1をリリースした。
2014年、Maciek Ptaszynskiは、Blender用のBLightStudio (後のLight Studio plugin for Blender)をリリースした。2016年、3Digitally Solutionsは、Blender用のライトペイントアドオンであるHDRI Editor for Blenderをリリースした。

### 法線マップペイント及びFlow/Comb Mapペイント
法線マップのペイントには、ZBrushや3D-Coatなどのスカルプトソフトウェアが古くから対応していた。
Flow/Comb Mapは異方性反射や流体の流れに使われるものの、専用のペイントソフトウェアは存在していなかった。2011年、Unity用のFlow Mapシェーダーが登場し、2012年、Stanislaw AdaszewskiはFlow Editor (後のflowed)をリリースした。同年、Mattias Van Campは3ds Max用スクリプトのFlow Map Painterをリリースし、Teck Lee Tanは単体のFlowMap Painterをリリースした。2013年、Superposition Gamesは、フォースフィールドからFlow Mapの生成を行うFlowmap GeneratorのUnity版及び単体版をリリースした。
また、汎用ペイントソフトウェアも法線マップペイントやFlow Mapペイントに対応していった。2010年、Teddy Bergsmanは法線スカルプトにも対応するPhotoshop用の法線マッププラグインnDo (後のQuixel NDO Painter)を無料でリリースした。2012年、Foundryは法線マップペイントに対応するMari 1.5をリリースし、同年内、Flow Mapペイントに対応するMari 1.6をリリースした。2015年、Allegorithmicは法線マップペイントに対応するSubstance Painter 1.2をリリースし、法線マップペイントとFollow Path (1.1で追加された)を組み合わせることでFlow Mapペイントが可能となった。同年、tangent normal brushを持つKrita 2.9.7がリリースされた。

### 3Dペイント

#### 3Dペイントの始まり
1994年、Interactive Effectsは2DペイントソフトAmazon Paintの3D版として、最初の商用3DペイントソフトであるAmazon 3D Paintをリリースした。
1995年頃、Positron PublishingはMESHPaint 3Dをリリースした。1996年、Fractal Designは2DペイントソフトPainter (後のCorel Painter)の3D版であるDetailer (後のPainter 3D)をリリースした。同年、4D Vision (後のRight Hemisphere)は、4D Paint (後のDeep Paint 3D)をリリースした。同年、Interactive EffectsはAmazon Paintと統合されたコンポジットソフトPIRANHA ANIMATOR (後のPiranha) 2.0をリリースし、その後、Amazon 3D PaintはPiranhaの一部となった。
1997年、Fractal Designは大合併によりMetaCreationsとなったものの、2000年にMetaCreationsはPainter及びPainter 3DをCorelへと売却し、CorelはPainter 3Dの開発を中止した。2000年、MAXONはBodyPaint 3Dをリリースし、2004年、Blacksmith3D社 (旧Innuendo Software)はBlacksmith3Dをリリースした。

#### 3Dペイントの統合化
2000年、Aliasは簡易3Dペイントに対応するMaya 3をリリースした。
2006年、Foundryは3Dペイントに対応するmodo 201をリリースした。同年、MAXONはBodyPaint 3Dを統合してCINEMA 4D R10をリリースした。2007年、Blender Foundationは、改良された3Dテクスチャペイントを持つBlender 2.43をリリースした。2008年、DAZ 3Dは3Dペイントに対応するCarrara 7.0をリリースした。同年、Autodeskは3Dテクスチャペイントに対応するMudbox 2009をリリースした。2009年、Tomas Petterssonはスカルプト及び3DペイントソフトウェアのSculptrisを無料公開した。2010年、AutodeskはViewport Canvas機能搭載の3ds Max 2011をリリースした。
2007年、AdobeはPhotoshopの3D対応版であるPhotoshop Extendedをリリースした。同年、Pilgwayは3Dペイントソフトウェアの3D Brush (後の3D-Coat)をリリースした。2010年、FoundryはWeta Digitalで開発されたMariを商用化してリリースした。2011年、SAPはRight Hemisphereを買収し、Deep Paint 3Dの販売を終了した。
2012年、Joe Alterは3Dペイントに対応するMaya用プラグインのLipService w/LBrushをリリースしたものの、2013年にリリースしたLipService 6.5を最後に、その開発を終了した。
2013年6月、AdobeはExtended版を統合する形でPhotoshop CCをリリースした。2014年、RenderosityはBlacksmith3D社と協業を行い、Blacksmith3DはRenderosityが販売を行うようになった。同年、AllegorithmicはSubstance Painterをリリースした。
2012年、QuixelはPhotoshop用のテクスチャプラグインdDo (後のDDO Painter)のベータ版をリリースし、2015年、その後継として3Dペイントに対応するDDO Painterをリリースした。

## VR

### ネットワーク仮想環境 (NVE)
1991年、Swedish Institute of Computer Science (SICS)は、インターネット上で仮想環境を共有するDistributed Interactive Virtual Environment (DIVE)をリリースした。また、1995年、ノッティンガム大学は同種のMASSIVE (後のCRG Virtual Environment)を発表した。これらの仮想環境に向けた3Dモデラーとして、AC3Dが存在した。
1996年、最初の3D MMORPGゲームの一つであるMeridian 59がリリースされ、ネットワーク仮想環境を応用したゲームが普及していった。

### QuickTime VRの流行
1994年、Appleは360度パノラマ画像の標準であるQuickTime VR (QTVR)をリリースした。1998年、VR ToolboxはQTVR用のツールをリリースした。2000年、Alias|Wavefrontは、Assistant Onlineサイト上で、Maya用のQTVR出力スクリプトであるqtvr.melをリリースした。2003年、Discreetは、QTVR出力対応のPanorama Exporter Utility機能を持つ3ds Max 6をリリースした。

### リアルタイムクラスタレンダリング及びCAVEの普及
1996年、Mechdyneが設立され、VR用ライブラリであるCAVELibを商用化した。1997年、アイオワ州立大学のVRアプリケーションセンターは、オープンソースのVR用ライブラリであるVR Jugglerの開発を開始した。
1994年、Prosolviaは子会社のProsolvia Clarusを設立し、1996年にリアルタイムシミュレーションソフトウェアのEONをリリースしたものの、1998年に破産し、1999年、Prosolvia設立者Dan LejerskarらはEON Realityを設立して、EON RealityはEONを引き継ぎ、VR/AR向けの開発を行った。
2000年、スタンフォード大学は、OpenGL APIを乗っ取りクラスタレンダリングを行うWireGL 1.0 (後のChromium)をリリースした。同年、イリノイ大学アーバナ・シャンペーン校ベックマン研究所が、VR用クラスタレンダリングライブラリのDGD system (後のSyzygy)をリリースした。
2001年、Tree C Technologyが3ds Max向けVR構築環境であるVR4MAXをリリースし、2002年には、CAVEに対応するVR4MAX Extremeをリリースした。同年、WorldVizが設立され、WorldVizが仮想空間構築ソフトウェアのVizardをリリースした。2004年、TechVizが設立され、TechVizがOpenGLアプリケーションをVRに対応させるTechViz XLをリリースした。2006年、Stefan EilemannがオープンソースのVRミドルウェアであるEqualizerの最初のバージョンをリリースし、2007年にEyescale Softwareを設立した。

### デジタルプラネタリウムの普及と全天周動画の登場
デジタルプラネタリウムがラスター描画となることで、プラネタリウムに任意の全天周(Fulldome)動画を投影できるようになった。2002年、エバンス・アンド・サザランド（E&S）は全天周システムのDigistar 3をリリースし、そのシステムに向けた全天周動画作成環境としてターンキーシステムのDigistar 3 Producer/Workstationを用意した。その後、E&Sは、After Effects用の全天周動画作成プラグインとしてVirtual Projector Plug-inをリリースした。2002年、Sky-SkanはSkyVisionシステム用の全天周動画作成ソフトウェアとしてDigitalSkyをリリースし、その後、Sky-Skanは、After Effects用の全天周動画プラグインであるDomeXFをリリースした。
2005年、Navegar FoundationはAfter Effects用の全天周動画プラグインであるFulldome Pluginをリリースした。
3DCGソフトウェア向けとしては、2004年頃にクレムゾン大学のDaniel F. Ottが、Mayaで全天周レンダリングを行うためのDomeAFLシェーダーをリリースした。2005年、PineappleWareは3ds Maxで全天周レンダリングを行うためのFisheyeRenderをリリースした。2006年、Navegar FoundationがCinema 4Dで全天周レンダリングを行うためのWFCam4Dプラグインをリリースした。2009年、Blenderで全天周レンダリングを行うためのFulldome Renderプラグイン (後のDomeCam Renderアドオン)が登場した。
フィッシュアイカメラに標準対応するレンダラーも登場した。2002年、Chaos Softwareはフィッシュアイカメラに標準対応するV-Rayの正式版をリリースした。2006年、NewTekはフィッシュアイレンズ対応のAdvanced Cameraを搭載するLightWave V9をリリースした。2009年、cebasはフィッシュアイカメラに標準対応するfinalRender R3をリリースした。2012年、Blenderは、バージョン2.65において、Cyclesレンダラーでの全天周レンダリングに完全対応した。
2008年、世界初のステレオ3Dプラネタリウムが登場した。2010年、Roberto ZicheがDaniel F. OttのDomeAFLを派生して3ds Max用のステレオ3D版DomeAFLをリリースし、2012年、Andrew Hazeldenは、ステレオ3D版DomeAFLをベースにして、Maya用の全天周ステレオ3Dレンダリング向けシェーダーであるDomemaster3Dをリリースし、年内にそれをSoftimageへと移植した。

### VRとNVEの融合およびゲームエンジンのVR標準対応化
2005年、ヨハネス・ケプラー大学が、ネットワーク仮想環境向けフレームワークであるinVRsの開発を始めた。
2002年、Jeffrey Jacobson及びZimmy Hwang (後にPublicVRに移管) は、Unreal EngineベースのマルチプレイゲームであるUnreal TournamentをCAVEに対応させるためのMODプログラムであるCaveUTをリリースした。2003年、Willem de Jonge (後にPublicVRに移管)は、Unreal Engine 2ベースのUnreal Tournament 2003で、OpenGL APIを乗っ取り不等角(off-axis)投影を行うVRGLを開発した (後にドーム投影にも対応)。
UNIGINE Corp.は、ゲームエンジンであるUnigineのCAVE及びVideo Wallへの対応を目的として、2011年、Unigineをマルチディスプレイに、2012年、Unigineをクラスタレンダリングに対応させた。
2011年、MechdyneはUnity用のVRプラグインであるgetReal3D for Unityをリリースし、2012年、MiddleVR社は、同様のMiddleVR for Unityをリリースした。2013年、Unity Technologiesは、クラスタレンダリング機能のテクノロジープレビューを行い、その後、Unityにマルチスクリーン(CAVEやVideo Wall等)向けクラスタレンダリング機能を搭載した。

### 民生ヘッドマウントディスプレイの流行
民生ヘッドマウントディスプレイ(HMD)によるVRは、HMDデバイスOculus Riftの開発キットの登場によって2012年より注目を集め始めたものの、製品版に至るまでには問題が山積みであった。特にGPU側の問題は大きく、2015年3月、AMDは自社GPU用VR SDKのLiquidVRのアルファ版をリリースし、同年5月、NVIDIAは自社GPU用VR SDKのGameWorks VR (旧VR Direct)のアルファ版をリリースした。その後、多くのゲームエンジンがHMDデバイスに対応していった。
2016年3月、Oculus VR社はようやくOculus Riftの正式版を販売したものの、その後、多数の競合が登場することとなった。同年4月、HTCは新たなVRデバイスのHTC Viveを発売し、同年10月、SonyはPS4向けVRデバイスのPlayStation VR (PS VR)を販売した。

### Webにおけるヘッドマウントディスプレイ対応の普及
2014年3月、SNS型WebサービスFacebookを運営するFacebook社は、Oculus Riftの開発元Oculus VRの買収を発表した。同年6月、Googleは、Google I/O 2014でGoogle Cardboardを発表した。同年、MozillaはVRデバイスをWeb上で使うためのAPIであるWebVRの開発を始め、Googleもその開発に参加した。
同年、PlayCanvasは、オープンソースのWebGL用JavascriptライブラリPlayCanvas Engineへ向けて、Oculus Riftプラグイン (後のWebVR Support for PlayCanvas、現在本体へ統合)をリリースし、同年、オープンソースのWebGL用Javascriptライブラリthree.jsにもWebVR対応のサンプルコードが付属され、同年、Microsoftの開発者が主導するオープンソースのWebGL用JavascriptライブラリBabylon.jsも1.14.0でWebVRに対応した。2015年、Mozilla FoundationのMozVRチームはthree.jsベースのWebVR用フレームワークA-Frameをリリースした。同年、Triumphは、WebVRに対応するBlender用WebGLエクスポータのBlend4Web 15.12をリリースした。
2016年3月、Mozilla及びGoogleはWebVR 1.0の提案を発表し、World Wide Web Consortium (W3C)はWebVR Community GroupにおいてWebVRの標準化を開始した。2017年、GoogleはWebVRに標準で対応するChrome 56をリリースした。

### 360°動画およびVR動画の普及
360°動画の撮影が可能なカメラが多数登場したため、2015年3月、GoogleはYoutubeを360°動画対応にし、同年9月、Facebook社はFacebookを360°動画対応にした。360°動画のトラッキングや修正に対応するソフトウェアも多数登場し  (SynthEyes 1605以降、PFTrack 2016以降、FoundryのCara VR、ASSIMILATEのScratch VR、Premiere Pro CC 2015.3以降など)、360°動画は普及していった。また、その中にはHMD向けのVR動画 (360°ステレオ動画) に対応するものも登場した。2017年、Adobe SystemsはMettleよりAfter Effects及びPremiere用のVR動画編集向けプラグイン群のSkyBoxを買収した。
3DCGソフトウェアは元々、画像ベースライティング等に360°画像を使用していたため、360°動画の出力に対応するソフトウェアも多かったが、VR動画に対応するものは存在しなかった。2016年5月、Side Effects Softwareは、VR動画の出力に対応するHoudini 15.5をリリースした。同年10月、VR動画の出力に対応するBlender 2.78がリリースされた。2017年4月、AutodeskはVR動画の出力に対応するArnold 5を搭載した3ds Max 2018をリリースした。

## キャラクターCG
日本においては、2Dグラフィクスを用いた恋愛シミュレーションゲームの一つであるときめきメモリアルがブームとなり、1996年には、そのキャラクタである藤崎詩織の大々的歌手デビューによってバーチャルアイドルの認知度が高まった。1998年にはShadeによって作られたテライユキなどのCGアイドルの写真集が出版され、デジタルビューティーブームが起きた。1999年には美少女デジタルフィギュア作成ツールの造型王が発売された。しかし、この美少女CGブームは長くは続かず、2003年にはShadeの開発元であったエクス・ツールスが民事再生となりイーフロンティアへ営業譲渡し、造型王の販売元であるメディアギャロップも事業停止した。同年、イーフロンティアは3DキャラクタソフトウェアのPoserの開発元であるCurious Labsを買収し、その後ShadeとPoserの互換性を向上させていった。2005年、DAZ 3DがPoserの対抗ソフトとなるDAZ Studioの最初の正式バージョンを無料でリリースし、2006年、統合3DCGソフトウェアCarraraを買収して、CarraraとDAZ Studioとの連携機能を強化していった。2007年7月、動画投稿サイト上（主にニコニコ動画）においてアイドルマスターのブームが起きた。同年11月、イーフロンティアはPoserをSmith Micro Softwareへと譲渡し、同月にShade Home Designを発売し、デジタルフィギュアから個人向け建築ビジュアライゼーションへと舵を切った (ただし、イーフロンティアはPoser日本語版の代理店を続けた)。2008年2月、樋口優がNPRなキャラクタアニメーションソフトウェアであるMikuMikuDance (MMD) をリリースし、動画投稿サイト上においてブームを引き起こした。2011年、MMDの開発が終了したと発表され、有志によりMMDの後継となるMikuMikuMoving (MMM) やMikuMikuStudioなどのMMDクローンソフトウェアがリリースされた。
2013年、Shade3D社が設立され、Shade3D社はイーフロンティアよりShade 3Dの諸権利を買収した。2015年8月、DAZ 3DはDAZ Shopにおいて、Shade 3Dの販売を開始した。

## 建築ビジュアライゼーション/建築パース
建築ビジュアライゼーションにおいては、1997年にAutodeskが3D Studio Maxを建築向けにした3D Studio VIZ (後のAutodesk VIZ、3ds Max Design) をリリースした。1998年、ArchiVisionは3ds Max用のRPC (Rich Photorealistic Content)をリリースした。2006年、Googleが仮想地球向けにSketchUpを無償公開すると、建築モデリングでもSketchUpが使われるようになった。2007年、MAXONは、Cinema 4Dを建築向けにしたCINEMA 4D Architecture Editionをリリースし、2010年にArchitecture EditionとEngineering Editionを統合してCinema 4D Visualizeとした。2007年、イーフロンティアはShade 3Dの住宅版である「Shade Home Design」(後のShadeドリームハウス)をリリースした。2009年、AutoDesSysは、form•Zを基にしてSketchUpに似せたBonzai3D (現form•Z Jr)をリリースした。
2005年、Dassault Systèmesは、インタラクティブコンテンツ作成用ソフトウェアであるVirtools (後の3DVIA Studio)の開発元Virtools社を買収し、2007年、Seemage (後の3DVIA Composer→SolidWorks Composer/CATIA Composer)の開発元Seemage社を買収した。2010年、Dassault Systèmesは3DVIA StudioのPublic Beta版を無料でリリースした。同年、KA-RAはTwinmotionを一般リリースした。同年、Act-3D B.V.は、Lumion 3Dをリリースした。2011年、AXYZ designは3ds Max及びCinema 4D用の建築ビジュアライズ向け群集シミュレーションプラグインをリリースした。2011年、e-on Softwareは、SketchUp用のLumenRT Reviewをリリースし、2013年にはBentley MicroStationとAutodesk Revitにも対応するLumenRT Studioをリリースした。2013年、Autodeskは、建築ビジュアライズなどに向けて歩行者シミュレーション機能のPopulateを3ds Max 2014に追加した。2014年、Dassault Systèmesは3DVIA Studioのパブリックベータ版を終了したものの、3DVIA Studio Proは継続した。2015年、Autodeskは3ds Maxに3ds Max Designを統合した。同年、Bentley Systemsは、e-on Softwareを買収した。同年、Twinmotion開発元のKA-RAはAbventに加わった。

### 建築ビジュアライゼーションにおけるゲームエンジンの普及
建築可視化目的においてもUnreal Engine 4、Unity、3ds Max Interactive (旧Stingray)などのゲームエンジンが普及した。
2015年、Unity Technologies JapanはUnity CAD Importerをリリースし、2016年、Hoyt ArchitectsはUnreal Engine用の建築可視化ツールHAL Archviz Toolkitをリリースした。
2016年、AutodeskはAutodesk LIVE (後のAutodesk Revit Live)をリリースしたほか、2017年、3ds MaxにゲームエンジンであったStingrayを3ds Max Interactiveとして付属した。同年、Abventは、TwinmotionのコアアーキテクチャをUnreal Engine 4ベースに変更してTwinmotion 2018をリリースした。
2019年、Unreal Engineを開発するEpic GamesはTwinmotionを買収した。

## 仮想地球
2006年、GoogleはGoogle Earthの強化を目的として、SketchUpの開発元である@Last Softwareを買収し、Google Earthとの連携に対応するSketchUpを無料で提供した。2007年、Dassault Systèmesは3DVIA Shapeをリリースし、同年10月、Dassault SystèmesとMicrosoftは、Microsoft Virtual Earth (現Bing Maps for Enterprise)へ向けてMicrosoft Virtual Earth – 3DVIA (後の3DVIA Shape for Maps)をリリースした。2008年2月、MicrosoftはMicrosoft Virtual Earthの開発を目的として、trueSpaceの開発元であるCaligariを買収し、同年7月にMicrosoft Virtual Earthへの書き出し機能を追加したtrueSpace 7.6を無償公開した。しかし、2009年5月にMicrosoftはtrueSpaceの開発を停止した。
2011年、AppleがC3 Technologyを買収して3D地図の開発を始めると、Googleも3D地図の開発を始め、2012年に不要となったSketchUpをTrimbleへと売却した。2014年、Dassault Systèmesは3DVIA Shapeをディスコンとした。

## 3D景観

### Amigaへの登場
Amiga用として、1989年頃、Natural GraphicsはScene Generator (後のScenery Animator、Natural Scene Designer)をリリースした。
1990年、Virtual Reality LaboratoriesがVista (後のVistaPro、VistaPro Renderer)をリリースすると、1991年、Natural GraphicsはScene Generatorの後継となるScenery Animatorをリリースした。

### 参入の増加
1994年、Questar Productions (後の3D Nature)はAmiga用のWorld Construction Set (後のVisual Nature Studio)を、HSC Software (後のMetaTools)はMacintosh用のKPT Bryceを、e-on softwareはWindows用のVue d'Esprit (後のVue)をリリースした。
1996年、AliasはSGI用の統合3DCGソフトウェアであるPowerAnimator 7.5にTerraformerモジュールを追加した。同年、WoolleySoft (後のGeomantics)はVisual Explorer (後のGenesisII、GenesisIV)をリリースした。同年、AnimaTekはWorldBuilderをリリースした。
1997年、MetaToolsは大合併によりMetaCreationsとなったものの、2000年にBryceをCorel Corporationへと売却した。1999年、Matt FaircloughはTerragenをリリースし、Planetside Softwareを設立した。2001年、Bryceの元となったプログラムの開発者がCEOを務めるPandromedaは、MojoWorldをリリースした。

### 淘汰
2002年、Digital ElementはWorldBuilder開発元のAnimatekを買収したものの、2004年のWorldBuilder 4を最後にメジャーリリースを終了した。2002年、Monkey Byte DevelopmentはVendorNation.comを立ち上げ、VistaProのリリースを引き継いだものの、2005年リリースのVistaPro Renderer 4.2.7を最後にその開発を停止した。2004年、PandromedaはMojoWorld 3をリリースするも、それが最後のメジャーリリースとなった。同年、DAZ 3DはCorel CorporationよりBryceを買収したものの、2010年のBryce 7を最後にメジャーリリースを終了した。2005年、GeomanticsはGenesisIIの後継としてGenesisIVをリリースするも、それが最後のメジャーリリースとなった。
2015年、AlphaPixelは、Visual Nature Studioの開発元3D Natureの資産を買収し、そのコードをオープンソースとして公開した。同年、Bentley Systemsは、Vueの開発元e-on Softwareを買収した。

### 植物モデリング
1992年、Onxyが設立され、同年、Onxyは植物モデラーのTree (後のTree Professional→OnyxTREE)をリリースした。1995年、MECN Graphicsは植物モデラーのTree Factoryをリリースした。1996年、OnxyはProfessional Treeのプラグイン版であるTREE STORM (後のOnyxTREE STORM)をリリースした。
また、フランスの公的研究機関CIRADの開発する景観ソフトウェアAMAP Intégralと植物モデラーAMAP Micro / Amap Genesisも古くより存在したが一般的ではなく、2000年、CIRADはAMAP技術の商用化をJMG Graphics (後のBionatics) に委託し、2001年、Bionaticsは植物モデラーのRealnat (後のREALnat Premium)及びMaya向け植物モデリング及びアニメーションプラグインのnatFXをリリースした (その後、その3ds Max版もリリース)。
2002年、IDVは3ds Max向けプラグインのSpeedTreeMax (後のSpeedTree Cinema) をリリースしたほか、同年、ゲームに向けてリアルタイム版のSpeedTreeRTをゲームスタジオに販売した。
2008年、DigimationはTree Factoryを含む多くのプラグインを無料化した。2013年3月、BionaticsはnatFXの販売を終了した。同年6月、Vueの開発元e-on Softwareは植物モデラーThe Plant Factory (後のPlant Factory)をプレリリースした。
2015年、Bentley Systemsは、Plant Factoryの開発元e-on Softwareを買収した。2016年、Eric MootzはSoftimage用の樹木作成向けプラグインであるemTreeを無料でリリースした。

## モーショングラフィクス
2006年、MAXONはCINEMA 4D R9.6にモーショングラフィクス向け機能のMoGraphを導入した。2008年、Avid TechnologyはICEに対応するSoftimage|XSI 7.0をリリースし、2009年、NASSOSYはSoftimageのICEでMoGraphを再現するためのICE MoGraphをリリースした。
2012年、Mainframe NorthはMaya用のモーショングラフィクスプラグインであるMASHをリリースし、2015年にそれをAutodeskへと譲渡した。2016年、AutodeskはMaya 2016 Extension 2にMASHを導入した。
2013年、3ds Max用スクリプトとして、Bodyul VladislavはPolyFXを、Kamil MalagowskiはBreak and Formをリリースした。2014年、Neoalgorithm Visual Technologyは、3ds Max用のスクリプトとしてMotionFXをリリースした。2016年、Autodeskは、3ds Max 2016 Extension 1で、Max Creation GraphにAnimation Controllerを追加した。
2013年、cmiVFXは、Houdiniでモーショングラフィクスを行うためのチュートリアルをリリースした。

## 2DCGソフトウェアにおける3DCG
1995年、Fractal Designは、3Dデッサン人形としてPoser 1をリリースし、それは他の業界でも使われていった。1996年、Easynet Data (後のVertigo 3D、Vertigo Software、Even Technologies)はVertigo Technologyを買収し、Vertigo TechnologyはVertigoの開発を中断し、1997年にMac版のAdobe Photoshop用3DプラグインのVertigo 3D Dizzyを、1998年にIllustrator用3DプラグインのVertigo 3D PopArtをリリースした。
2000年代、イラストや漫画などの2DCGソフトウェアにおいても3DCG機能を持つものが増えていった。2002年、セルシスがComicStudioのEX版に、3Dモデルの漫画レンダリングを追加した。2003年、Adobeは、ディスコンとなった3DCGソフトウェアのAdobe Dimensionsに実装されていた機能を、Illustrator CSに3D effectsとして追加した。2007年より、AdobeはPhotoshopにExtended版を用意し、3D機能を強化していった。2008年、AdobeはFlash (現Adobe Animate) CS4に3D変形機能を追加した。
2010年代、3Dキャラクターへの対応が進んでいった。2010年、3DCGのキャラクターのみで漫画を作るというコンセプトのコミPo!がリリースされた。2011年、セルシスは、終作より六角大王Superを譲受し、2012年5月、IllustStudio及びComicStudioの後継となるCLIP STUDIO PAINT PROを発売。同年7月にはCLIP STUDIO PAINT PROに、3Dデッサン人形のQUMARION、それに連動するキャラクター編集のためのCLIP STUDIO COORDINATE、モーション作成のCLIP STUDIO ACTIONを加えた「QUMARIONパッケージ」を販売した。2013年6月、AdobeはExtended版を統合する形でPhotoshop CCをリリース。その後、2015年、Adobeはキャラクター作成ソフトウェアであるFuseの開発元のMixamoを買収してFuse CCをAdobe Creative Cloudに追加し、その3Dキャラクターの読み込みに対応するPhotoshop CC 2015.1をリリースした。
2013年10月、セルシスは、CLIP STUDIO MODELERをリリースし、2016年7月、CLIP STUDIO MODELERにCLIP STUDIO COORDINATEを統合した。

## Web3D/マルチメディア

### VRMLの普及とJava 3Dの登場
Webにおいては、1994年、SGIがOpen Inventor ASCII形式を公開し、それを基にしてVRML 1.0形式の草案が制定され、その後、多くのブラウザ向けVRMLビューアプラグインが登場した。1995年、MacromediaはExtreme 3Dをリリースし、それはマルチメディア向けとなっていった。1996年、ブラウザのNetscapeが、QuickDraw 3Dの3DMF形式に対応するAppleのQuickTime 3Dプラグインを同梱しはじめたほか、VRMLプラグイン開発のPaper Software Incを買収しVRMLプラグインのLive3D (旧WebFX) を同梱しはじめた。同年8月、VRML Architecture Groupが中心となり、VRML 2.0形式を制定した。同年、MicrosoftはDimension XからJavaベースのVRML実装であるLiquid Realityのライセンスを取得したものの、1997年1月にIntervista Corp.からC++ベースのVRML 2.0実装であるWorldViewのライセンスを受け、同年5月にDimension X自体を買収したものの、1998年にWorldViewベースのものをMicrosoft VRML 2.0 ViewerとしてInternet Explorerに搭載し始めた。
オーサリングツールとしては、1996年、SGIがIRIX用としてCosmo Worldsをリリースした。同年、CaligariはVRMLオーサリング用のCaligari Pioneerをリリースし、1997年のtrueSpace3にその機能を移植した。同年、Microsoftは様々なメーカーのWindows用VRMLオーサリングソフトウェアを同梱したVRML 2.0 Authoring Tools CDをリリースした。1998年、Silicon GraphicsはWindows版のCosmo Worldsをリリースした。
1998年、SunがJava 3Dをリリースした。同年、NewTekはマルチメディアとWebに向けて、LightWaveの廉価版であるInspire 3Dをリリースした。

### 3Dストリーミング技術の普及の失敗
1996年、MetaTools (後のMetaCreations)は、Real Time Geometry Labを買収し、MetaCreationsは買収した技術を基にIntelと協力してMetaStream形式を開発し、1998年5月、MetaStreamプラグインをリリースした。同年、Microsoftは、MetaCreationsのMetaStreamの技術のライセンスを受けて、Internet Explorerに向けてChromeffectsを発表したが、リリースが延期され、そのままリリースされることは無かった。1999年、MetaCreationsとIntelは、3Dコンテンツ形式のMetaStream 3-Dの仕様を公開し、同年からMetaCreationsは全てのグラフィックソフトウェアの売却を始めた。2000年、MetaCreationsは子会社のMetaStream社を通して、Computer Associates Internationalの所有するViewpoint Digitalの残存株式を買収し、Viewpoint DigitalとMetaStreamを合併させてViewpoint Corporation (後のEnliven Marketing Technologies)とした。

### 国内での動き
国内では、慶応義塾大学千代倉研究室がXVLを開発し、1997年に教授の千代倉弘明らがラティス・テクノロジーを立ち上げ、1999年にXVL Viewerを無償公開した。千代倉研究室はXVLを世界標準にしようと活動した。2001年よりエクス・ツールスはShade 3DにXVLコンバータを搭載しはじめた。1998年頃、ヒューマン社は3DマルチメディアオーサリングソフトウェアのDigitalLocaをリリースしたものの同年11月に破産し、DigitalLocaはデジタルロケ社が引き継ぎ、2001年1月、ネットディメンション社はWeb3DプラグインのMatrixEngineをリリースして、その後、MatrixEngineへのオーサリングに対応したDigitalLocaをデジタルロケ社から引き継いだ。2000年、マイクロネットはオーサリングに対応する3Dアトリエ3.5 ITと共に、Web3Dプラグインの3DX Playerをリリースした。2002年、ヤッパはイスラエルの3Di社を買収し、2003年にJavaベースのYAPPA 3D向けオーサリングツールであるYAPPA 3D Studioをリリースした。

### プラグインの乱立
2001年2月、Discreetは3ds Max 4に、Pulse 3DやViewpoint Media Player(旧Metastream)やCult3Dなどへのオーサリングツールを含むWeb Studio CD Setを同梱した。同年3月、Adobeは、Adobe Atmosphereのベータ版を登場させた。同年4月、MacromediaはMacromedia Director(現Adobe Director) 8.5に、Intelとの協力により開発したShockwave 3Dを追加し、Mayaや3ds MaxなどはShockwaveのエクスポートに対応した。同年8月、NaNテクノロジーはBlenderのWebプラグインのベータ版をリリースした。2002年、Discreetは3D Webコンテンツ製作向けに3ds Maxベースのplasmaをリリースした。2003年、Kaydaraは、オンラインレビュー等を目的として、QuickTime用のFBXプラグインをリリースし、2004年にAliasがKaydaraを買収した。2005年、AdobeがMacromediaを買収した。
2005年、Over The Edge Entertainment (後のUnity Technologies)は、Webブラウザへのパブリッシュに対応するゲームエンジンのUnityをリリースした。2006年には、JavaにOpenGLのバイディングのJOGLが追加された。Microsoftは2006年に.NET Framework 3.0にてWindows Presentation Foundation (WPF) を導入した。WPFではUIの記述にXAMLが利用され、またUIに3D要素を容易に追加できるほか、Direct3Dとの相互運用も備えている。また、ブラウザ (Internet Explorer) でWPF/XAMLを使えるようにするXAML Browser Applications (XBAP) も同時に導入された。

### Flash/Silverlightの3D対応とWebGLの登場
2006年、Flash用の3DライブラリであるPapervision3Dがオープンソースとして公開された。2007年、Away3D Teamは、Papervision3Dのソースコードを派生し、Away3Dとして公開した。2011年、AdobeはFlash PlayerにStage3Dを追加し、MicrosoftはSilverlight 5にXNA APIを追加した。
2009年、WebGLの規格化が始まると、2010年、WebGL用Javascriptライブラリであるthree.jsが登場した。2011年、WebGL仕様が正式にリリースされ、Mozilla FoundationはFirefox 4に、GoogleはChrome 9.0にWebGLの対応を追加した。同年、Jochen Wilhelmyにより設立されたInka3D社は、Maya用WebGLエクスポータであるInka3Dをリリースした。
2008年、Adobe SystemsはC++のコードをFlash Playerで動かせるようにするためのコンパイラProject Alchemy (後のCrossBridge)を実験的にリリースし、2012年にそれをFlash Runtime C++ Compiler (FlasCC)として商用化した。2011年10月、Epic Gamesは、Unreal Engine 3をFlashに対応させたと発表した。2012年2月、Unity TechnologiesはFlashへのエクスポートに対応するUnity 3.5をリリースした。
2012年12月、Adobeは3D APIにAway3Dを採用したAdobe Gaming SDKを公開した。2013年10月、Away3D Teamは、Away3DのWebGL版であるAway3D Typescriptをリリースした。
2013年2月、ネオス、クラウズ及びネットディメンションは、HTML5対応のMatrixEngine for JavaScriptをリリースし、同年3月にネットディメンションはコンシューマー向けのDigitalLocaの販売を終了して、業務向けのMatrixEngine SDK (後のMatrixEngine Studio)のみを継続し、同年10月にその事業をクラウズへと譲渡した。

### WebGLの普及とFlash/Silverlightの終了
2013年、MicrosoftはWebGLに対応するIE11のプレビュー版をリリースし、同時にWebGL用JavascriptライブラリのBabylon.jsをリリースした。2014年、Firefox開発元のMozilla Foundationは、同種のライブラリのPlayCanvas Engineをリリースした。同年、Triumphは、Blender用WebGLエクスポータのBlend4Webをリリースした。
2014年10月、Appleは、WebGLが標準で有効なSafari 8をリリースし、2015年6月、Microsoftは、WebGLに対応するIE11の正式版をリリースし、Web3D競争は一旦終結を迎えた。
同年7月、Microsoftは次期ブラウザのEdgeでSilverlightに対応しないことを表明した。また、2016年7月、Mozilla Foundationは将来のFirefoxのFlash等プラグインのサポート廃止を表明した。
2013年、Mozilla FoundationはJavascriptで表現された擬似アセンブラasm.jsの高速実行に対応するFirefox 22をリリースし、同年、GoogleもJavascriptエンジンの最適化によりasm.jsの実行を高速化したChrome 28をリリースした。同年、Epic Gamesはasm.jsとWebGLを使用してUnreal Engine 3ベースの技術デモ Epic Citadel HTML5 をリリースした。2015年2月、Epic Gamesは、WebGL出力対応のUnreal Engine 4.7をリリースした。同年3月、Unity TechnologiesはWebGL出力対応のUnity 5をリリースした。
同年7月、Microsoftはプラグイン未対応の新ブラウザEdgeをリリースした (ただしFlashには対応していた)。同年9月、Googleは古いプラグインインターフェース(NPAPI)を廃止してChrome 45をリリースし、Java、Silverlight及びUnity Web Playerプラグインの対応を終了した (Flash PlayerはPPAPIで継続)。同年10月、Unity Technologiesは独自WebプラグインのUnity Web Playerを非推奨とし、2016年7月リリースのUnity 5.4でUnity Web Playerを廃止した。
2016年2月、AdobeはマルチメディアオーサリングソフトウェアのAdobe Flash ProfessionalをAdobe Animateに改名してリリースしたものの、3D変形などの幾つかの機能はまだHTML5出力で未対応となっていた。2017年2月、AdobeはShockwave形式でのマルチメディアオーサリングソフトウェアであったAdobe Directorの発売を終了した。

### WebAssemblyの登場
2017年3月、Mozilla Foundationは、Flash Player以外のNPAPIプラグイン対応を廃止し、asm.jsよりも高速実行が可能なWeb向けアセンブリー言語WebAssemblyに対応するFirefox 52をリリースし、Googleは同じくWebAssemblyに対応するChrome 57をリリースした。同月、Unity TechnologiesはWebAssembly出力に実験的に対応するUnity 5.6をリリースしたし、同年5月、Epic GamesはWebAssembly対応のUnreal Engine 4.16をリリースした。

## モバイル/組み込み
携帯電話やPDAでは、プロセッサの進化によって2000年代に3D表示が可能となった。2001年にエイチアイが固定小数点ソフトウェアレンダリングエンジンであるMascotCapsuleをリリースし、その後、MascotCapsuleはJ-PhoneやDoCoMoの携帯電話などに採用された。エイチアイは、DCCソフト用エクスポートプラグインやビューワーなどの開発ツール群であるMascotCapsule Toolkitを無料頒布した。2003年、Khronos Groupが低レイヤーAPIのOpenGL ESを標準化し、同年、Java Community Processが高レイヤーAPIであるJava ME用のMobile 3D Graphics API (M3G、JSR 184)を標準化した。同年、エイチアイはMascotCapsuleをOpenGL ESによるハードウェアレンダリングとM3G APIに対応させ、MascotCapsuleは国内フィーチャーフォンをはじめとして広く使われ続けた。2004年、MicrosoftはWindows CE 5.0と共にDirect3D Mobileをリリースしたが、主流とはならなかった。その後、スマートフォンのiPhone及びAndroidでは高レイヤーAPIが用意されず、OpenGL ESが事実上の標準となり、各種ゲームエンジンがiPhoneとAndroidに移植されていった。
その後、新しい標準規格のVulkan API及びApple独自のMetal APIの登場によって、デスクトップとモバイルの3D APIが共通化された。

## レンダラー

### 映像向けレンダリング

#### RenderManの登場
当初、Reyesスキャンライン法を基にして映画向けに開発されたPixarのRenderManは、内製ソフトウェアでありながらも広く注目を集めていた。1987年、Digital Artsは、初のRenderMan互換レンダラーをリリースした。1988年、PixarはRenderman Interface Specificationを公開し、1999年にPhotoRealistic RenderMan (略称PRMan、現RenderMan)を初リリースした。大規模なシーンを扱うことが多い映画業界では、Maya上でPhotoRealistic RenderMan及びその互換レンダラーが普及していった。
1990年、PixarはRenderManのMac版であるMacRenderManをリリースし、1991年、AutodeskはMS-DOS用ソフトウェアのAutoShade 2にRendermanを付属し、民生向けとしても広まっていった。

#### レイトレーシングの登場とハイブリッドレンダリングの台頭
1989年、Mental Imagesはmental rayをリリースした。1992年、POV-RayチームはレイトレーシングプログラムのPOV-Rayをフリーウェアとしてリリースした。1993年、Softimageは、Mental Imagesのmental rayを搭載して、統合環境のSOFTIMAGE Creative Environment 2.6をリリースした。
1994年、Larry Gritzは、RenderMan互換APIを拡張してレイトレーシングに対応するBMRTをリリースした。1995年、PixarはBMRT開発者のLarry Gritzを雇い入れ、Larry GritzはRenderManの開発に加わった。その後、Larry GritzはPixarを去り、2000年7月にExlunaを立ち上げ、2001年にExlunaはBMRTの後継となるEntropyをリリースした。2000年、DNA Researchはレイトレーシング対応のRenderMan互換レンダラーとして、3Delightをリリースした。
2002年、PixarはスキャンラインレンダラのRenderManに二次レイのレイトレース機能を追加し、RenderManはハイブリッドレンダラとなった。同年、PixarはExlunaを特許侵害等で訴え、年内にNVIDIAはExlunaを買収した。
2001年、cebasは、3ds Max用のレイトレーシングに対応するfinalRender Stage-0をリリースし、同年、Stéphane MARTYはVirtuaLightを無料でリリースした。2002年、Chaos GroupはV-Ray for 3ds Maxの正式版をリリースし、同年、SplutterFishはレイトレーシングに対応するBrazil Rendering System (Brazil R/S、3ds Max用)の正式版をリリースした。
2002年、CaligariはtrueSpace用のレンダリングパッケージとして、VirtuaLight搭載のrayPakをリリースし、2004年には、trueSpace 7にVirtualightを同梱した。2002年7月、Alejandro Conty Estévezは、Blenderに向けてYafRay (後のYafaRay)の最初のリリースを行い、2004年、YafRayはBlender 2.32以降に搭載されるようになった。

#### Micro Triangleテッセレーションの登場
その後、REYESスキャンライン法の代わりとして、Micro Triangleテッセレーションが登場した。mental imagesはmental ray 3.1にMicro Triangleテッセレーションを導入し、2002年、それを搭載するMaya用プラグインのmental ray for Maya 1.5を無料でリリースしたほか、同年、SoftimageはXSI 3.0にmental ray 3.1を搭載した。2003年、cebasは、Micro Triangle Displacementに対応するfinalRender Stage-1をリリースした。

#### パーティクルレンダラー
古くより、PhotoRealistic RenderManは効率的なポイントクラウドレンダリングをサポートしていた。
2001年、INOはLightWave用のOpenGLベースのパーティクルレンダラーであるJetStreamFXをリリースした。
2007年、Thinkbox Softwareは3ds Max用のパーティクルレンダラーであるKrakatoa 1.0をリリースした。同年、Autodeskはmental rayでのパーティクルレンダリングが可能となったMaya 2008をリリースした。同年、Side Effects Softwareはパーティクルレンダリングを高速化したHoudini 9をリリースした。同年、MootzoidはSoftimage用のパーティクルレンダラーであるemRenderPointCloud (後のemRPC)をリリースした。
2009年、NextLimitは、同社製のRealFlowで生成した流体パーティクル向けのレンダリング用ツールとして、RenderMan及びmental ray向けのRealFlow RenderKit (RFRK、現RFConnect)をリリースした。RealFlow RenderKitには、パーティクルのメッシュ化を行うFlowMesher及びパーティクルの効率的な読み込みを行うFlowParticlerを含んでいた。2010年、NextLimitはRealFlow RenderKit v2付属のRealFlow 5をリリースした。同年、Exocortex TechnologiesはSoftimage用流体シミュレータのSlipstreamVX (後のSlipstream)の一部として、GPUパーティクルレンダラーのFuryをリリースした。
2012年、Exocortex TechnologiesはSoftimage及びMaya用のExocortex Fury 2を単体製品としてリリースしたものの、Furyはそれを最後に開発終了となった。2013年、Thinkbox SoftwareはKrakatoaのMaya版であるKrakatoa MYをリリースした。

#### モダンレイトレーサの普及
半透明の多いシーンを扱うことの多いCM業界ではV-Rayが使われてきたが、映画においても、V-RayやArnoldなどの物理ベースのモダンレイトレーサを実装したパストレースレンダラが普及していった。
2006年、Side Effectsは、マイクロポリゴンレンダラーであったMantraにパストレーシング対応エンジンを追加して、Houdini 9をリリースした。
2009年8月、Chaos GroupがV-Ray for Mayaの正式版をリリースし、V-Rayは映画業界にも使われるようになった。2010年、Autodeskは3ds Max 2011のサブスクリプションにiray (正確にはmental rayのirayモード)を付属し、2011年、それを3ds Max 2012に搭載した。2011年、Blender 2.60にはYafaRayが搭載されず、Blender 2.61で新たなパストレーシングレンダラーであるCyclesが搭載された。2013年、DNA Researchは3Delight 11でPath Tracingモードを導入し、それを標準とした。2014年、Solid AngleはMaya用のArnoldの一般販売を開始した。2014年、PixarはRenderManに物理ベースのモダンレイトレーサであるRISモードを導入し、同時に価格の値下げを行った。2016年、AutodeskはArnoldの開発元であるSolid Angleを買収し、同年、mental rayの代わりにArnoldを搭載してMaya 2017をリリースした。同年、PixarはReyesスキャンラインレンダリングを廃止した。2017年、Autodeskは、Mayaと同様に、mental rayを外しArnoldを搭載して3ds Max 2018をリリースした。

### 可視化向けレンダリング

#### ラジオシティレンダラー及びリアルタイム可視化ソフトウェアの登場
間接照明が重要な建築業界においては、ラジオシティレンダラが普及していった。RenderMan互換レンダラーの一つであるBMRTは、1994年のリリース当初よりラジオシティに対応していた。また同年リリースされたPOV-Ray 3.0も、実験的にラジオシティをサポートした。また、1996年には、商用ラジオシティレンダラであるLightscape TechnologiesのLightscapeも登場した。1997年、LightWork Designは3D Studio用ラジオシティレンダラーであるRadioRayをリリースした。同年、Discreet Logic(後のAutodesk)はLightscape Technologiesを買収した。1998年、McNeelは、レイトレースレンダラであったAccuRenderにラジオシティを実装して、レイトレースとラジオシティのハイブリッドレンダラとなったAccuRender 3をリリースした。同年、CaligariはLightWork Design開発のLightWorksレンダリングエンジン (後のLightworks Author)搭載のtrueSpace 4をリリースした。1999年、Jacopo PantaleoniはLightflow Technologiesを立ち上げ、ラジオシティに対応するLightflowを非商用無料でリリースした。1999年、エクス・ツールスはOptGraph社のラジオシティエンジンを搭載するShade Professional R4をリリースした。2000年、NewtekはLightWave 6にラジオシティレンダリングを搭載しはじめた。2001年、Revit TechnologyはRevit 4.0にAccuRenderエンジンを搭載しはじめた (2002年にAutodeskがRevit Technologyを買収)。2002年、cebasはfinalRender stage-1にラジオシティベースのHyper-GIエンジンを搭載した。2002年、Discreet Logicは3ds max 5とAutodesk VIZ 4にRadiosityEffectとしてLightscapeのラジオシティエンジンを搭載しはじめた。2002年、ArchiCAD開発元のグラフィソフトはOptGraph社のArchiCAD用国産ラジオシティ/レイトレーシングレンダラーであるArchiLumosの直販を始めた。
また、リアルタイムレンダリングの可視化専用ソフトウェアも登場した。1993年、Okino Computer GraphicsはNuGraf Rendering Systemをリリースし、1995年、それを基に3DファイルコンバータのPolyTransをリリースした。1998年、VRソフトウェアの開発を行っていたProsolviaが破産し、1999年、元従業員により設立されたOpticoreはProsolviaよりリアルタイムVRレンダリングソフトウェアのOxygenを買収し、Opus Studioとしてリリースした。また、Prosolviaのドイツの元従業員はRealtime Technologyを設立し、2001年、Realtime TechnologyはRTT Delta Genをリリースした。2003年、BunkspeedはリアルタイムレンダリングのUDRIVE (後のHyperDrive及びHypershot)をリリースした。

#### ラジオシティレンダラーの衰退と新たな技術の登場
その後、拡散反射のみを扱えるラジオシティは衰退していった。2002年、SplutterFishはフォトンマッピングに対応するBrazil R/S (3ds Max用)の正式版をリリースした。同年、エクスツールスは、フォトンマップベースのGIレンダラーであるネログラフィックス製LUXOR (後のライア製Callisto)を搭載して、Shade 6 professionalをリリースした。2003年、ネログラフィックスはMaya版のLUXORをリリースした。2004年、Bunkspeedはフォトンマッピング対応のUDRIVE V3.1をリリースした。2003年、Discreet Logicは、Lightscapeをディスコンとし、3ds max 6にファイナルギャザリング対応のMental Imagesのmental rayを統合した。同年、Alias Systemsはmental ray搭載のレンダリングツールAlias ImageStudio (後のAutodesk ImageStudio)をリリースした。2004年、Chaos Groupはイラディアンスキャッシュに対応するV-Ray 1.5をリリースした。2005年10月、AutodeskはAliasを手に入れ、2006年、リアルタイムレンダリングのAutodesk Showcase 2007をリリースした。同年、Opticoreは独自のリアルタイムレイトレーシング技術Opus RTRTを搭載したOpticore R12をリリースした。同年、Mental ImagesはMental Ray 3.5に建築向けシェーダー(Architectural Material、MIAシェーダー)を導入し、それは2006年のAVID XSI 6及びAutodesk 3ds Max 9と2007年のAutodesk Maya 8.5及びAutodesk VIZ 2008に搭載された。2006年、イーフロンティアは、イラディアンスキャッシュに対応するShade 9をリリースした。2007年、NVIDIAはMental Imagesを買収した。同年、McNeelはAccuRenderの書き直しを進め、AccuRender nXt (後のnXtRender)のアルファ版をリリースした。同年、Autodeskは、既にAutodesk Showcaseを持っていたものの、Opticore Studioの開発元Opticoreを買収し、2008年にAutodesk ImageStudioの販売を終了し、Autodesk Showcase用レンダラーとしてAutodesk Real Time Ray Tracing (旧Opus RTRT、後のRapidRT及びAutodesk Raytracer)をリリースし、2009年にはAutodesk Showcase 2010にレイトレースレンダラーを統合した。2008年、MAXONは、イラディアンスキャッシュ対応のAdvanced Renderを搭載してCinema 4D R11をリリースした。

#### 美しさを追求したレンダラーの登場
2000年代後半には速度を犠牲にして美しさを追求するレンダラーが登場した。2006年、Next Limitは「これまでで最も美しい画像」を目指して、MLTを伴う双方向パストレーシングとスペクトラルレンダリングを採用するMaxwell Renderをリリースした。
2008年、Glare Technologiesは、MLTを伴う双方向パストレーシング対応かつスペクトラルレンダリングにも対応するIndigo Rendererの安定版である1.0を無料でリリースした（後に有料化）。同年、学術向け物理レンダラー「PBRT」派生のオープンソースレンダラーLuxRenderもフルスペクトラルレンダリング、双方向パストレーシング及びMLTに対応し、通常使用に耐えうるv0.5がリリースされた。

#### 汎用レンダラーの普及と直接NURBSレンダリングの登場
2008年頃より、建築やデザイン向けソフトウェアにも汎用レンダラーが使われるようになった。2008年、Luxology (現在Foundryの一部)はMODOのレンダリングエンジンをBentley SystmesのMicroStationとDassault SystèmesのSolidWorksに提供した。同年、Autodeskは、Revit 2009からAccuRenderエンジンを外し、MentalRayに置き換えた。2010年より、Autodeskは、3DCGや3D CAD等を含む同社製品群に、共通レンダリングシステムであるOGS (One Graphics System)を導入した。MAXONもCinema 4Dのレンダリングエンジンを、2010年に同じNemetschekグループ会社であるVectorWorksに、2014年に同グループのGraphisoftのArchiCADに提供した。
一方、建築可視化方面で簡易なモデリングソフトウェアのSketchUpが広まると、それに向けたレンダラーが複数登場した。2006年12月、CadalogはKrayのレンダリングエンジンを基にSU Podiumをリリースし、2007年、Render PlusはAccuRenderのラジオシティレンダリングエンジンを基にIRender及びIRender Plusをリリースし、2008年、Render PlusはAccuRender nXt (後のnXtRender)のレンダリングエンジンを基にIRender後継のIRender nXtをリリースし、2009年、Twilight Render社はKerkytheaのレンダリングを基にTwilight Renderをリリースし、2010年、Fluid InteractiveはFluidRayをリリースし、2011年、ABVENT子会社のSB2はRender[in]をリリースした。
2011年、V-Rayの開発元Chaos Groupは、SketchUp及びRhinoceros 3D向けのV-Rayプラグインを開発するASGVISを買収した。同年、Solid Iris Technologiesは無料レンダラーKerkytheaの商用版であるThea RenderをSketchUp及びRhinoceros 3Dを含む各アプリケーションに向けてリリースした。
2009年、Bunkspeedは、Luxionとのライセンス合意に失敗し、Luxionのフォトンマッピングエンジンを使ったBunkspeed HyperShotをディスコンとし、NVIDIAのirayエンジンを使ったBunkspeed SHOT (現SOLIDWORKS Visualization)を投入した。そのため、Luxionは独自にKeyShotをリリースした。2014年、LuxionはCG業界に向けてKeyShot for ZBrushをリリースし、2015年にはMaya及びCinema 4D用のKeyShotプラグインもリリースした。
2013年、Lightworksエンジンの開発元Lightwork Designは、新たにNVIDIA IrayベースのLightworks Iray+エンジンをリリースし、2015年、Iray+の3ds Max版であるIray+ for 3ds Max (後のNVIDIA iray for 3ds Max)をリリースした。2017年、nXtRenderの開発元Render Plusは、SketchUp用として新たにNVIDIA IrayベースのAllura Rendererのベータ版をリリースした。
2010年代、直接NURBSレンダリングの普及が始まった。2010年、PI-VRは直接NRUBSレンダリングに対応するVRED Professional 4.2をリリースした。2011年、AutodeskはリアルタイムNURBSレイトレースレンダラーRenderGin (旧Augenblick MMV)の開発元NUMENUSを買収した。2013年1月、AutodeskはPI-VRを買収し、その後、VREDにNUMENUSの技術を統合し、VREDをOpticore Studio及びAutodesk Showcaseの後継製品とした。2014年、Luxionは直接NRUBSレンダリングに対応するKeyShot 5をリリースした。
2013年10月、可視化ソフトRTT DeltaGenの開発元であるRTTは、同業のBunkspeedを買収したものの、同年12月、Dassault SystèmesはRTTを買収した。
CG方面からの新たな参入も起きた。2014年、FoundryはColorwayをリリースし、2017年、AdobeはDimension CC (旧Project Felix)をリリースした。
2015年、AutodeskはAutoCAD 2016及びRevit 2016にAutodesk Raytracer (RapidRT)を標準搭載し、2016年には3ds Max 2017にもそれを搭載した。mental rayは、AutoCAD 2016、Revit 2017及び3ds Max 2018で削除され、2017年11月に開発終了となった。

### 映像にも強い新バイアスアルゴリズムの登場
2000年代後半、フォトンマッピングを収束するように改良した確率的プログレッシブフォトンマッピング (SPPM)が登場した。2010年、Wenzel JakobがSPPMを含む多くの手法に対応する研究用レンダラーMitsubaをオープンソースとしてリリースした。2011年、オープンソースのYafaRayにSPPMが追加されたほか、2012年、SPPMに対応するLuxRender 1.0もリリースされた。
その後、プログレッシブフォトンマッピングと双方向パストレーシングを組み合わせたVCMが登場した。2012年、Iliyan Georgiev、Jaroslav KřivánekらはVCM (Vertex Connection and Merging)アルゴリズムを開発し、同時に実験的レンダラーのSmallVCMをオープンソースでリリースした。2013年、VCMに対応するLuxRender 1.2がリリースされた。Chaos GroupはIliyan Georgievと共同開発を行い、2014年、VCMに対応するV-Ray 3.0をリリースし、同年、RenderManはPxrVCM integratorを搭載するRenderMan 19をリリースした。同年、liyan Georgiev、Jaroslav Křivánekらはボリュームレンダリング用のUPBPアルゴリズムを開発し、SmallVCMの派生レンダラーとしてSmallUPBPをリリースした。
一方でChaos Groupは「VCMアルゴリズムは効率が悪い」として、V-Rayでライトキャッシュを伴う単方向パストレーシングを推進した。またRedshift Rendering TechnologiesもGPUレンダラーのRedshiftでライトキャッシュやインポートンに類似するIrradiance Point Cloudを実装していた。2015年、Render LegionはUHDキャッシュ搭載のCorona Rendererの正式版をリリースし、Corona Renderは建築可視化において急速に支持を拡大した。
一方、2016年、Altair EngineeringはThea Renderの開発元Solid Iris Technologiesを買収したものの、Thea Renderは建築可視化において急激にシェアを落としていった。2017年、V-Rayの開発元Chaos Groupは競合していたCorona Renderの開発元Render Legionを買収した。
その後、コースティクスの高速化が進んでいった。2015年にWeta Digitalが同社の内製レンダラーManukaに搭載されている屈折コースティクス高速化アルゴリズムのManifold Next-Event Estimation (MNEE) を発表し、2018年、PixarはMNEEを搭載するRenderMan 22をリリースしたものの、MNEEは制限の強いものとなっていた。2019年、Chaos Czech (元Render Legion) はコースティクスにVCMアルゴリズムの大幅改変版である「One-Click Caustics」（Photon Path GuidingにMetropolis Samplingを組み合わせたもの）を採用するCorona Renderer 4をリリースした。

### GPUによるオフラインレンダリングの登場
GPUが進化したことにより、GPUでのオフラインレンダリングが可能となった。当初、REYESスキャンラインレンダラーのGPU対応が試みられた。2004年、NVIDIAはBMRTの後継として、GPU対応のREYESスキャンラインレンダラーであるGelatoをリリースしたものの普及に失敗し、2008年にGelato Proを無料化して開発終了した。
その後、GPU対応のパストレーシングレンダラーが普及していった。2009年、NVIDIAはGPUレイトレースエンジンのOptiXをリリースしたほか、GPUレンダリングテクノロジとしてirayをリリースした。
2010年、LuxRender開発者のDavid Bucciarelliは、GPUレンダリング実装テストとして、SmallLuxGPUをリリースした。同年、Refractive SoftwareはOctane Renderのベータ版をリリースした。同年12月、Chaos Groupは、V-Ray RT GPU搭載のV-Ray 2.0をリリースした。2011年、LuxRenderは、バージョン0.8でSmallLuxGPUの成果を取り入れた。同年、Blender Foundationは、GPUレンダリング対応のCyclesを搭載するBlender 2.61をリリースした。
2011年10月、OTOYはAutodeskとクラウドレンダラー開発の契約を結び、2012年3月、Octane Renderの開発元であるRefractive Softwareを買収した。同年11月、OTOYはOctane Renderの正式版をリリースした。
IntelはGPUへの対抗として演算ボードXeon Phiをリリースし、2013年、Xeon Phiに対応するCPUレイトレーシングライブラリEmbree 2.0をリリースした。その後、Embreeは様々なレンダリングソフトウェアに採用されていった。
その後もGPUによるパストレースレンダラーの登場が続き、2013年にRedshift Rendering Inc (後のRedshift Rendering Technologies) はRedshiftを、2014年にcebasはmoskitoRenderを、2015年にArt And Animation StudioはFurryBall RTをリリースした。
2015年、元OTOY従業員Andrey KozlovがPinkSoftを立ち上げ、新たなGPUレンダラーFStormRenderの開発を開始した。FStormRenderは建築可視化において大きな注目を集めたものの、2016年、OTOYはAndrey Kozlovに対しOctaneのコードが流用されていると主張して訴訟を起こした。
2017年、PixarはRenderManのGPU対応版であるRenderMan XPUの開発を発表した。同年、cebasはmoskitoRenderをfinalRender R4に統合し、2018年、Art And Animation StudioはFurryBall RTを開発中止にした。

#### レイトレーシングアクセラレータの普及
2008年、Caustic GraphicsはBrazil R/Sの開発元Splutterfishを買収した。2009年、Caustic GraphicsはレイトレアクセラレータのCausticOne及びそのAPIのCausticGLを含むシステムCaustic RTをリリースし、2010年、CausticGL APIをベースに、オープン仕様のOpenRL言語を開発しはじめた。2010年12月、Imagination TechnologiesはCaustic Graphicsを買収し、2011年、Brazil Rendering Systemの後継として、OpenRL言語ベースのレンダリングエンジンPowerVR Brazil SDKをリリースした。その後、PowerVR Brazil SDKは、Maya及びSketchUp用のCaustic Visualizerや、Rhinoceros 3D用のNeonに採用された。
しかし、OpenRL言語は普及せず、2015年、Imagination TechnologiesはOpenRL言語を捨て、新たなレイトレアクセラレータであるPowerVR Wizardを、新たな独自レイトレーシングAPIと共にリリースした。
2018年、MicrosoftはWindows 10 October 2018 UpdateでDirectX APIにレイトレアクセラレータ対応のDirectX Raytracing (DXR) APIを導入し、その後、NVIDIAもOptiX APIに自社のGPUに搭載されたレイトレアクセラレータであるNvidia RTXへの対応を追加し、これによってレイトレアクセラレータに対応するレンダリングソフトウェアが増加していった。
また統合ソフトウェアでもGPUとレイトレアクセラレータの組み合わせのレンダラーが標準搭載されるようになった。2019年、AutodeskはGPU/RTX対応のArnold 5.3をリリースし、同年、FoundryもModo 13.2にGPU/RTX対応の新レンダラーmPathを導入し、同年、Blenderも2.81でCyclesがRTX対応となった。SideFXも同年のHoudini 18で新レンダラーのKarmaを導入して2021年のHoudini 19でKarmaをNVIDIA RTXのGPUへと対応させた。2019年、MAXONはRedshiftの開発元Redshift Rendering Technologiesを買収してCinema 4D R21とRedshiftのバンドルプランを用意し、その後にRTX対応のRedshift 3.0をリリースしている。

### プレビューレンダリング
プレビューレンダリングでは、1996年にIntergraph Computer Systemsが、OpenGL使用のレンダリングライブラリであるRenderGLをリリースし、3ds Max、Softimage、LightWaveなどが対応を行った。1999年、AliasはMaya 2.5にIPR (Interactive Photorealistic Renderer)を追加した。2000年、Discreetは3ds Max 4にActive Shade機能を追加した。同年、Softimageはインタラクティブな領域レンダリングに対応するSoftimage|XSI 1.0をリリースした。
2003年、tools4Dは、Cinema4D用のプレビューレンダリングプラグインであるSniper Proをリリースした。2004年、Worley Labsは、LightWave用のリアルタイムレンダラーとしてFPrimeをリリースした。2006年、LuxologyはModo 201にプレビューレンダリング機能のiViewを追加した。同年、Holomatixは、mental ray互換の高速レンダラーHolomatix Rendition (後のSprayTrace)のアルファ版をリリースし、その後、それはmental ray互換のプレビューレンダラとなっていった。
その後、高速なレンダラーが一般化したことにより、インタラクティブレンダリングに対応するレンダラーが増えていった。2010年、NewTekは、LightWave 10にVPR (ビューポートプレビューレンダラー)を追加した。同年、Luxologyは、MODO 501にビューポートレンダリングのRay GLをリリースした。同年、Chaos Groupは、V-Ray 2.0にインタラクティブレンダリング用のV-Ray RTレンダラーを追加した。同年、Next LimitはMaxwell Render 2.5にインタラクティブレンダリング用のMaxwell Fireを追加した。2011年、Blender 2.61には、ビューポートでのインタラクティブレンダリングに対応する形でCyclesレンダリングエンジンが追加された。また、2009年よりリリースされていったGPUレンダラーは、インタラクティブレンダリングに対応するものが多かった。
リアルタイムレンダリング技術を基にしたリッチなレンダリングも増えていった。2008年、アプリクラフトは、エヌテクノロジーのnStylerを基にRhinoceros用のHayabusa Rendererをリリースした。2010年1月、Virtual Shape Research Technology (VSR)は、Rhinoceros用のリアルタイムレンダリングプラグインVSR Realtime Renderer (後のAutodesk Realtime Renderer)をリリースした。同年、Autodeskは、3ds MaxやMaya、Inventor Fusion (Fusion 360の前身)にリッチなビューポート表示のOne Graphics System (3ds Max 2011以降のNitrous/Quicksilver、Maya 2011以降のViewport 2.0/Hardware 2.0)を導入した。
2012年、Robert McNeel & Associatesは5年ぶりの新バージョンであるRhinoceros 5をリリースした。2013年、GRAPSはRhinoceros用であったHayabusa Rendererの販売を終了した。同年、AutodeskはRhinoceros用であったVSR Realtime Rendererを含むVirtual Shape Research Technologiesの資産を買収した。2016年、Rhinoceros 6のリリースが近づくと、AutodeskはFusion 360の開発に集中することを決定し、Autodesk Realtime Rendererを含む全Rhinoceros用プラグインの開発終了を発表した。
2014年、FrostsoftはCinema 4用リアルタイムビューポートレンダリングプラグインのPixelBergのベータ版をリリースした。2016年から2017年にかけてMaxonはCinema 4D本体のビューポートレンダリングを強化し、Blenderも2016年にリアルタイム物理レンダラーEeveeの開発が発表されて2019年のBlender 2.80にそれが搭載された。

### リモートレンダリング

#### レンダーファームサービスの普及
リモートレンダリングでは、昔から多数のリモートレンダリングサービスが存在した。
また、リモートレンダリングは個人向けとしても普及した。2004年、分散コンピューティングソフトウェアのBOINCで分散レンダリングを行うためのBig and Ugly Rendering Project (BURP)が開始され、BURPはBlenderをサポートした。2008年、GreenButton社は自社クラウドレンダリングサービスであるGreenButton向けのBlender用アドオンをリリースした。2009年、ラウレア応用科学大学はBURPを元にしたクラウドレンダリングサービスのRenderfarm.fiを開始した。2010年、Blender及びLuxRender用の分散レンダリングソフトウェアであるvSwarmがリリースされた。

#### 汎用クラウドでのクラウドレンダリングの普及
2008年、Amazon EC2はベータテストを終了し正式版となり、汎用クラウドサービスでのクラウドレンダリングへの関心が高まった。2009年、Side EffectsはHoudiniのレンダーノードに、Amazon EC2 Cloudでのクラウドレンダリングを可能にするHQueue Renderを追加した。同年、mental rayはAmazon EC2でレンダリングするmental cloud directを開始した。
2011年10月、OTOYはAutodeskとクラウドレンダラー開発の契約を結び、2012年3月、Octane Renderの開発元であるRefractive Softwareを買収した。2012年、PixarはGreenButton社との協力により、Windows Azure上でクラウドレンダリングを可能にするRenderMan On Demandを開始した。2013年、Amazon EC2上でクラウドレンダリングを可能にするZYNC Renderが立ち上げられた。同年、Lagoa (旧TeamUp)は、クラウドレンダラーであるLagoa MultiOptics Renderer及びそれを使用するコラボレーションプラットフォームをリリースした。

#### クラウドベンダーとレンダラーベンダーによる垂直統合化
2014年、MicrosoftはGreenButtonレンダーファーム (後のAzure Batch Apps)の提供元であるGreenButton社を買収した。同年、GoogleはZYNC Renderを買収し、ZYNC Renderの使用するクラウドプラットフォームをGoogle Cloud Platformへと変更した。同年、クラウドサービスを提供していたAutodeskはLagoa MultiOptics Rendererの開発元であるLagoaを買収した。
2015年、Autodeskは、3ds Max 2016に自社クラウドレンダリングサービスのA360 Renderingとの連携を追加した。同年、OTOYはOctaneRender Cloudのベータ版をリリースした。同年、MicrosoftはAzure Batch上でクラウドレンダリングを行うためのBlender用アドオンであるBlender on Azure Batchをリリースした。2016年、Autodesk子会社のSlid AngleはArnold for 3ds Max 0.6.376でクラウドレンダリングサービスの技術プレビューを一時的に提供した。
2017年3月、Amazon Web Services (AWS)運営元のAmazonは、レンダーファーム管理ソフトウェアDeadlineの開発元Thinkbox Softwareを買収した。同年5月、MicrosoftはAutodeskとの協力により、Maya、3ds Max及びArnold Rendererに対応するクラウドレンダリングサービスのAzure Batch Renderingを開始した。同年11月、クラウドレンダリングサービスのRenderStormは、従来使用していたSquidnet Software製クラウドレンダリングプラグインRenderStorm Cloud RenderによるDirect Connect Serviceの更新を止め、Thinkbox SoftwareのDeadlineを使用するRemote Access Serviceへと移行した。
2018年、V-Rayの開発元Chaos Groupは、クラウドレンダリングサービスV-Ray Cloudのベータ版を開始した。

#### 汎用コンピューティングとの乖離
NVIDIAが2018年のTuring世代よりグラフィクス向けGPUにレイトレーシングアクセラレータを搭載したことによって、そのアクセラレータがオフラインレンダリングに使われるようになり、グラフィクス向けGPUを使うレンダーファームとコンピューティング向けGPUを使う汎用GPUクラウドサービスは乖離が進むこととなった。
2021年、GoogleはZync Renderを終了した。

### NPRレンダリング
アニメ業界では、トゥーンシェーダーやNPRレンダラーが使われている。1994年、Digimationは3D Studio(現3ds Max)プラグインのIllustrate!をリリースした。1997年、Microsoft子会社のSoftimage社は、スタジオジブリのために開発した、MentalRay用の高度なトゥーンシェーダーをSoftimageに導入した。同年、REM Infografica (後のReyes Infografica) はCartoonReyesをリリースした。1998年、NewTekはSuper Cel Shaderを導入してLightWave 5.5をリリースした。2000年、DHMはLightWaveプラグインのunReal(後のunReal Xtreme)をリリースした。2001年、NewTekは、LightWaveにBESMシェーダーを導入した。2002年、Autodeskは3ds Max 5にInk 'n Paintマテリアルを導入した。
その後、広いNPR表現に対応するものが増えていった。2001年、Reyes Infograficaは、広い表現に対応する新たなNPRレンダラーNPR1 Reyesをリリースした。2002年、cebasは、アーティストエフェクトに対応する3ds Max用NPRレンダリングプラグインのfinalToonをリリースした。2003年、P SOFTHOUSEは3ds MaxプラグインのPencil+をリリースした。同年、MAXONはSketch and Toonモジュールを搭載してCinema 4D R8.5 Studio Bundleをリリースした。2005年、AliasはMaya 7に広い表現が可能となる新たなトゥーンシェーダーを導入した。2010年、AutodeskはNPR対応のビューポートレンダラーNitrousを追加して3ds Max 2011をリリースし、2011年、オフラインレンダラーのQuicksilverでもそのNPR機能を使えるようにして3ds Max 2012をリリースした。2012年、LuxologyはNPR Kit for modoをリリースした。2013年、BlenderにNPRレンダラーのFreeStyleが追加された。

### ゲームエンジン向けGIレンダリング
ゲーム向けとしては、ライトマップ生成用にGIレンダラーが使われていた。ライトマップの生成には多大な量のテクスチャベイクを行う必要があるため、ライトマップ生成に特化したレンダラーも使われていた。
当初、ライトマップ対応の地形形式としては、Valve Corporation製ゲームのQuakeやHalf-Lifeで使われていたBSP形式が普及していた。
2001年、Blitz Researchは民生用ゲームエンジンのBlitz3Dをリリースし、その後、Blitz3D用のライトマップ生成ツールとしてfrecle I/SのGile[s]やCSPのSlimShadyが、ライトマップ生成対応地形ツールとしてLeadwerks SoftwareのCartography Shop (後の3D World Studio及びLeadwerks Editor)、DyVision WorksのAdvanced Landscape Editor、D-Grafix DesignのT.EDなどが登場した。また、Blitz Research自身も、ライトマッピング対応のモデリングツールとして、Mapletをリリースしていた。
2005年、オープンソースのゲームエンジンIrrlichtはバージョン0.9において、ラジオシティベースのライトマップ生成ツールFSRadのOCT形式、オープンソースのライトマップ生成ツールPulsar LMToolsのLMTS形式、Cartography ShopのCSM形式の読み込みに対応した。2006年のバージョン1.1では、Blitz3DのB3D形式の読み込みにも対応した。
2002年、蜂須賀恵也は未踏ユースプロジェクトにおいて、GPUのラスタライザーでグローバル光束トレーシングを行うParthenon Rendererを開発し、2006年にそれをライトマップのベイクへと対応させた。

#### GIライティングミドルウェアの登場
2004年、Illuminate LabsはGIレンダラーのTurtleをリリースし、それはゲーム業界で使われた。その後、Illuminate LabsはGIベイク対応ライティングミドルウェアのBeastを開発し、それは、2007年、Epic GamesのUnreal Engine 3に、2008年、Emergent Game TechnologiesのGamebryoに、2010年、Unity TechnologiesのUnity 3に統合された。
2010年、AutodeskはIlluminate Labsを買収し、2011年のMaya 2012以降にTurtleを付属した。2012年、Epic GamesはBeastを外してUnreal Engine 4をリリースした。2013年、ARMがGeomericsを買収し、2015年3月、Unity TechnologiesはBeastの代わりにGeomericsのEnlightenを搭載してUnity 5をリリースした。同年8月、AutodeskはAutodesk Beastを搭載して自前ゲームエンジンのStingray (旧Bitsquid)をリリースした。
2016年、Unity Technologiesは、UnityのGIレンダラー開発のために、Unity用のMitsubaレンダラー向けエクスポータであるMitsubaExportの開発を始めた。また、2017年に、独自のライトマップ生成機能Progressive Lightmapperを搭載するUnity 5.6をリリースした。
2017年、シリコンスタジオはARMよりEnlightenの諸権利を買収した。同年7月、Autodeskは「ゲームエンジンにミドルウェアの多くの機能が含まれている」としてAutodesk Beastの販売を終了した上、2018年1月にゲームエンジンであったStingrayの販売をも終了した。

### 国産レンダラー
最初期の国産のレンダラーとしては、IMAGICA開発のPersonal LINKSに付属するL/Imageが存在した。その後、IMAGICAはL/ImageをX68000に移植し、XL/Imageとしてリリースした。2000年、L/Imageの開発者らはスタジオブルテリアの子会社としてネロ・グラフィックスを立ち上げ、2002年、Shade用レンダラーのLUXORをリリースした。2003年、ネロ・グラフィックスの親会社であったスタジオブルテリアが破産し、同年7月、ネロ・グラフィックスの代表取締役であった並木茂はライアを設立し、2004年、ライアはShade 7 standard用のCALLISTOをリリースしたほか、イーフロンティアはShadeのProfessional版にCALLISTOを搭載しはじめた。2005年、ライアに代わりイーフロンティアが開発元となってShade 8 standard用のCALLISTO 2をリリースした。
また、国内では趣味用途の3DCGソフトウェアとしてMetasequoiaが普及したため、Metasequoiaに対応するレンダラーが複数登場した。2003年、藤田将洋はGIレンダラーのlucille及びMetasequoia向けコンバーターのmqo2ribをリリースした。その他、Metasequoiaモデルのレンダリングに、GIレンダラー及びNPRレンダラーのvidroや、GIレンダラーのRedqueen、NPRレンダラーのWarabi/Zenmapも使われていた。
2010年7月、vidroレンダラーの開発者であった徳吉雄介はスクウェア・エニックスへと転職し、vidroの開発を終了した。同年、イーフロンティアはCALLISTOを外してShade 12をリリースした。また、Fixstarsはlucilleの開発を引き継ぎ、2013年にlucille Beta 0.9.6をリリースしたものの、それっきりとなった。2016年、Redqueen開発者の大垣真二はAutodesk子会社のSolid Angleに転職し、Redqueenの新機能開発を終了した。

### シェーダー

#### リアルタイムシェーダーの登場と普及
NVIDIAとMicrosoftは共同でDirect3D 8のAPI開発を行い、2000年11月にアセンブラベースの原始的なプログラマブルシェーダーを含むDirect3D 8をリリースした。その後、ゲーム業界ではプログラマブルシェーダーが一般的となっていった。2002年7月、NVIDIAはCg言語の仕様およびCg Toolkitをリリースした。10月にはAvid子会社のSoftimageがCgシェーダーに対応するSOFTIMAGE|XSI 3.0をリリースし、11月にはNVIDIAとDiscreetがMax Cg Plug-inを、12月にはNVIDIAとAlias|WavefrontがMaya Cg Plug-inをリリースした。2002年12月には、Cg言語をベースにして開発されたHLSLがDirect3D 9とともにリリースされた。
2006年、Lumonixは3ds Max用のHLSL/CgノードエディタであるShader FXをリリースした。2007年、AutodeskはHLSLシェーダーのビューポート内表示に対応したMaya 2008をリリースした。2012年8月、Microsoftは、HLSLノードエディタを含むVisual Studio 2012をリリースした。2013年8月、AutodeskはMaya LT 2014にShaderFXを搭載し、2014年3月にはMaya 2015と3ds Max 2015にもShader FXを搭載した。

#### リアルタイムにおける物理ベースシェーダーの登場
2011年、Kostas Gialitakisは、Maya用のPBS (物理ベースシェーダー) であるTGA Physically Based Shaderをリリースした。2012年、DisneyがPBSの論文を発表すると、ゲーム業界ではDisneyの論文を基にしたPBSが普及していった。2013年12月、Marmosetは、PBSに対応するゲーム向けルックデブツールのMarmoset Toolbag 2をリリースした。2014年3月、Epic Gamesは、PBSに対応するUnreal Engine 4をリリースした。同年4月、Unity用のオープンソースのPBSアセットであるLuxがリリースされた。同年10月、Allegorithmicは、PBSに対応する3DペイントソフトのSubstance Painterをリリースした。同月、Quixelは、PBSに対応するテクスチャ作成ツールのQuixel Suiteをリリースした。同年11月、Kostas Gialitakisは、TGA Physically Based ShaderをShaderFXに移植し、ShaderFX TGA PBL shaderとしてリリースした。2015年3月、Autodeskは、物理ベースシェーダーに対応するMaya LT 2016をリリースした。同月、Unity Technologiesは、標準でPBSに対応するUnity 5をリリースした。同年10月、Unigine Corpは物理ベースシェーダーに対応するUNIGINE 2をリリースした。同年12月、Foundryは、V-Ray互換、Arnold互換、Redshift互換、Unreal Engine互換のリアルタイムシェーダーが付属したMARI 3.0v1をリリースした。2016年4月、Foundryは、Unity及びUnreal EngineのPBSに対応するMODO 10.0v1をリリースした。

#### NPRなDota 2シェーダーの登場
2012年6月、Valveは、Dota 2のアートガイドを公開し、アセットのファンソーシングを開始した。同年11月、サードパーティーにより、3DS Max及びMaya用のDota 2 Hero Shaderがリリースされた。2013年9月、Lumonixは、ShaderFX用のDota 2シェーダーをリリースした。2014年2月、Marmosetは、Dota 2シェーダーに対応するMarmoset Toolbag 203をリリースした。2014年8月、Blackfire Studioは、Unity用のDota互換シェーダーであるGame Shadersをリリースした。

#### 物理ベースのシェーダー合成の普及
オフラインレンダリングでは、物理ベースのシェーダー合成が普及していった。2010年、Sony Pictures ImageworksはGIレンダラー用のシェーダー規格及びライブラリであるOpenShadingLanguage (OSL)をリリースした。2011年、Blenderは2.61でノードベースの物理的レンダラーであるCyclesを搭載した。2013年、NVIDIAはOSLに似たシェーダー規格のMDLを発表したほか、mental ray用のMILA Layering Libraryのベータ版をリリースした。2014年、AutodeskはMILAマテリアル搭載のMaya 2015をリリースした。

#### オフラインレンダリングにおけるDisney原則シェーダーの普及
Disney原則シェーダー (物理ベースシェーダー) は当初リアルタイムレンダリングで普及したものの、その後、オフラインレンダリングでも使われることとなった。2014年、PixarはDisney原則シェーダー互換のPxrDisneyシェーダーを持つRenderMan 19をリリースした。
2016年、AutodeskはPhysical Materialに対応する3ds Max 2017をリリースした。同年、FoundryはUnity及びUnreal Engine互換のPBRマテリアルに対応するMODO 10.0v1をリリースした。
2017年、Side Effects SoftwareはDisney原則シェーダー搭載のHoudini 16をリリースした。同年、Autodeskの子会社Solid AngleはDisney原則シェーダー互換のStandard Surfaceシェーダーを持つArnold 5をリリースし、年内にAutodeskはArnold 5搭載の3ds Max 2018およびMaya 2018をリリースした。同年、Blenderも2.79でDisney原則シェーダーに対応したほか、FoundryもDisney原則シェーダーに対応するModo 11.2をリリースした。2018年、NewTekもLightWave 2018でPBRレンダリングを追加し、原則シェーダーに対応した。

## シェーダー構築ツール

### ノードベース

#### ノードベースのシェーダーエディタの登場
当初、オフラインレンダリングには、PixarのRenderManやそのクローンが良く使われていたため、RenderMan用のシェーディング言語であるRSLを構築するために、PixarのSlim、Cinema GraphicsのShadeTree、Alexei PuzikovのShaderMan (後にオープンソース化)、オープンソースのShrimp Shader Creatorなどが登場していた。
1999年、Aliasはシェーダー構築環境のHypershadeを搭載するMaya 2をリリースした。また、2000年、Avidは、Render Tree搭載のSoftimage|XSI 1.0をリリースした。
2000年、Side Effectsは新たなシェーディング言語VEXに対応するMantraレンダラー搭載のHoudini 4.0をリリースし、同年、Cinema GraphicsはVEX言語に対応するShadeTree 1.4をリリースした。

#### リアルタイムシェーダーの普及
その後、リアルタイムレンダリングが発展し、リアルタイム用のシェーダー構築ツールが登場した。2002年、NVIDIAは、HypershadeでのCgシェーダー構築に対応するMaya Cg Plug-in及び、CgFX connection editor搭載の3ds max Cg Plug-inをリリースしたものの、2004年リリースのCg Toolkit 1.2.1でこれらプラグインを破棄した。2006年、Lumonixは3ds Max用のHLSL/CgノードエディタであるShader FXをリリースした。
2006年、Blender Foundationはマテリアルノードに対応するBlender 2.42をリリースした。

#### リアルタイムシェーダーとオフラインシェーダーの統合の失敗
Mental Imagesはオフラインとリアルタイムを統合するシェーダー規格のMetaSLを発表した。2007年、Mental Rayの開発元であるMental ImagesはMetaSL用シェーダー構築ツールのmental millをリリースし、NVIDIAはそれをNVIDIA FX Composer 2に付属した。同年、NVIDIAはMental Imagesを買収した。2008年、NVIDIAはMetaSLに対応するレンダラーのMental Ray 3.6をリリースした。同年、Thinking ApesはNodeJoeの正式版をリリースし、2010年、Autodeskは、NodeJoeをMetaSLシェーダー出力に対応させ、Slate Material Editorとして3ds Max 2011に搭載した。2011年、Chaos GroupはMetaSLに対応するレンダラーのV-Ray 2.20.01をリリースした。2012年、NVIDIAはmental millの頒布を終了し、MetaSLの開発を終了したものの、3ds MaxでのMetaSL対応は続いた。
2012年、MicrosoftはVisual Studio 2012にHLSL言語向けのShader Designerを追加した。2013年8月、AutodeskはMaya LT 2014にCgFX/HLSLシェーダー向けのShaderFXを搭載し、2014年3月にはMaya 2015と3ds Max 2015にもShader FXを搭載した。

#### パストレーシングに特化したシェーダーの登場
2010年、Sony Pictures ImageworksはGIレンダラー用のシェーダー規格及びライブラリであるOSLをリリースし、2013年、Image Engine DesignはOSL用のシェーダー構築ツールであるGafferをオープンソースとして開発しはじめた。
2013年、NVIDIAはMetaSLの後継として、irayレンダラー用の新シェーダー規格のMDLを発表した。2014年、Autodeskは3ds Max 2015よりMetaSLシェーダー対応を削除した。2016年、PixarはRenderMan 21でRSLを廃止した。同年、AllegorithmicはMetaSLの後継であるMDLに対応するSubstance Designer 5.5をリリースした。

### コードベース
2002年、NVIDIAはCg言語用シェーダー編集及び可視化ツールのCg Browserをリリースし、2003年、ATIは3Dlabsと協力してHLSL言語対応シェーダー編集ツールのRenderMonkeyをリリースした。2004年、NVIDIAは、Cg及びHLSL言語の両方の編集に対応するFX Composerをリリースした。その後、AMDは2008年リリースのRenderMonkey 1.82を最後に、その開発を終了した。2009年、Geeks3Dは、GLSLシェーダーの学習及び実験ツールであるGeeXLabをリリースした。2010年、NVIDIAはFX Composerの後継として、Visual Studio拡張のNVIDIA Parallel Nsight (後のNVIDIA Nsight Visual Studio Edition)をリリースした。
2008年、Adobeは、Flash及びAfter Effects用のピクセルシェーダーであるPixelBender言語の編集に向けたPixel Bender Toolkitを付属してAdobe Creative Suite 4をリリースした。2009年、PixarのInigo Quilez及びPol Jeremiasは、WebGLをベースとして、GLSL ES言語によるピクセルシェーダー編集/公開環境であるShaderToyをリリースした。2010年、Mikael Hvidtfeldt Christensenは、AdobeのPixel Benderに触発されて、GLSL言語のピクセルシェーダー編集ツールFragmentariumの開発をオープンソースで始めた。2011年、Shadertoy類似の編集環境として、GLSL Sandboxが登場した。
2011年、Adobeは、Flash 3D APIに向けて、PixelBender言語の3D版であるPixelBender 3Dの事前リリースを行ったものの、2012年、AdobeはCreative Suite 6でPixelBenderのサポートを終了した。
2014年、Fragmentariumのクローンとして、オープンソースのEclipse IDEベースのシェーダー開発ツールSynthclipseがリリースされた。

## ライティング

### 画像ベースライティング (IBL)
VFXのライティングにおいて、画像ベースライティング (IBL)が普及した。1999年、NewTekは初の画像ベースライティングに対応する統合ソフトウェアとしてLightWave v6をリリースした。
当初VFXでは非GIレンダラーが使われており、非GIレンダラーで画像ベースライティングを行うために、HDRIからのライトリグ生成が行われるようになった。2001年、南カリフォルニア大学クリエイティブ・テクノロジー研究所は、MayaやHoudini等に向けて、HDRShop用プラグインのLightGenをリリースした。同年、NewTekはLightWaveでLightGen出力データを読み込みライトリグを生成するためのLightGen2LWをリリースした。
2002年、Pixarは二次レイトレーシングおよびImage-Based Illuminationに対応するRenderMan 11をリリースした。
2004年頃、Binary Alchemyは、Softimage XSIのMental Ray用のライトリグ生成プラグインとしてBA_LightDomeをリリースした。2005年、Francesco Banterleは3ds Max向けとして、Median Cutアルゴリズムによるライトリグ生成に対応するHDR Shop用プラグインのBanty's Toolkit beta 1.1をリリースした。2005年、3D Attackは、Cinema 4D用のライトリグ生成プラグインとしてLumenをリリースした。2007年、HDRLabsはLightWave用のライトリグ生成を行うLightBitchをリリースした。
また、ライトマップからのライトリグ生成を行わず、シェーダーによりライトマップを処理するものも登場した。2004年頃、Jeremy PronkはMental Ray用のシェーダーとしてHDRIの重点サンプリングに対応するtoLightをリリースし、2005年、その後継として、ライトマップの生成プログラムlightMapGenおよびライトマップからのライトリグ生成スクリプトlightMapGen_loader.melに加え、mental ray用ライトマップシェーダーsphericalLightが含まれるImage Based Lighting Toolsをリリースした。
その後、より効率的にIBLを行うための仕様であるSmart IBL (sIBL)が登場した。2009年、Gwynne Reddickはmodo 401に向けてsIBLをmodoの独自環境形式に変換するためのmm_sIBLToModoEnvironmentをリリースした。
しかしながら、HDRIによるIBLでは全ての光源が環境光となってしまうため、IBLとライトリグ生成の組み合わせが行われるようになった。2013年、Yong Kimは、Maya向けのライトリグ生成スクリプトAuto HDRI Light Genを無料でリリースした。その後、Julius IhleはNuke用のエリアライト抽出GizmoであるHDR Prepper Gizmoをリリースした。

## エフェクト

### 物理演算の始まり
1991年、Softimageは剛体物理に対応するCreative Environment (後のSoftimage) 2.5をリリースした。1995年頃、Dynamic RealitiesはLightWave用の物理プラグインであるIMPACT!をリリースした。1997年、REM Infográfica (後のReyes Infográfica)は3ds Max用のクロスプラグインであるClothReyesをリリースした。1998年、Aliasはダイナミクスに対応するMaya 1.0をリリースし、同年、Maya 1.5に向けてMaya Cloth 1.0をリリースした。
1998年、Daisuke INOがLightWave用の軟体物理プラグインであるMotion Designerをリリースすると、Newtekはそれを買収し、2000年、それを搭載するLightwave 6をリリースした。2002年、Daisuke INOがLightWave用の剛体物理プラグインであるFX Break及びクロス・軟体物理プラグインであるFX Motiondrive & FX Distortionをリリースすると、Newtekはそれらを買収し、2004年に剛体物理のHard FX、クロスのCloth FX、軟体物理のSoft FXを追加してLightWave [8]をリリースした。
2005年、Blenderは軟体物理に対応するBlender 2.37をリリースした。

### 物理エンジンの普及とCOLLADA Physicsの登場
2000年、HavokはHavok SDKを公開し、2002年、Autodeskは3ds max 5にHavokベースの物理エンジンであるReactorを導入した。2001年、オープンソースのOpen Dynamics Engine (ODE)がリリースされ、2004年、AVIDは物理エンジンのODEおよびクロスエンジンのSyflex搭載のSoftimage|XSI 4.0をリリースした。
2004年、AgeiaはPhysX (旧NovodeX)の開発元NovodeX AGを買収し、2005年、AVIDはPhysXベースの物理演算搭載のSoftimage|XSI 5.0をリリースした。同年、Christian LaforteはFeeling Softwareを設立して、Collada Physicsに先行対応するCOLLADA入出力プラグインや、PhysXベースのオープンソースMaya用プラグインであるNimaを開発し、その後、3ds Max版のPhysX for 3ds Maxもリリースした。
2003年、元Havokの開発者Erwin Coumansがソニー・コンピュータエンタテインメント (SCE)でオープンソースの物理ライブラリであるBulletの開発を始め、2006年、Blender FoundationはBulletベースの物理演算搭載のBlender 2.40をリリースした。
2006年、Khronos Groupは、物理パラメータを指定するためのCOLLADA Physicsが追加された、3Dファイル形式の標準仕様であるCOLLADA 1.4を正式に公布した。同年、SCEは新たなコンシューマー用ゲーム機であるPlayStation 3をリリースした。

### 物理エンジンのHW垂直統合化
2007年、IntelはHavokを買収し、2008年、NVIDIAはPhysXの開発元Ageiaを買収した。2010年、AMDはBulletの開発者Erwin Coumansを雇用した。
2007年、AutodeskはNucleus技術によるnClothを導入するMaya 8.5をリリースした。2008年、Walt Disney Studiosは内製プラグインであったBulletベースのMaya用物理プラグインであるDynamicaをオープンソース化した。
2009年、MAXONはBulletベースの物理をMoDynamicsとして搭載するCinema 4D R11.5をリリースした。同年、Side Effectsは、ODEベースの物理演算搭載のHoudini 10をリリースした。
2010年、Walt Disney StudiosはDynamicaの3ds Max版をリリースした。2011年、Autodeskは従来のHavokベースの物理演算機能Reactorに代えて、PhysXベースのMassFXを搭載する3ds Max 2012をリリースした。

### Bulletの普及
2011年、AutodeskはBulletベースの物理を搭載するMaya用のAdvantage Packをリリースした。同年、Luxologyはmodo 501用の物理プラグインであるrecoilをリリースし、2012年にそのプラグインを統合してmodo 601をリリースした。同年、NewtekはBulletベースの物理に対応するLightWave 11をリリースし、Side EffectsもBulletベースの物理を搭載するHoudini 12をリリースし、AutodeskもBulletベースのMayaBulletを搭載するMaya 2013をリリースした。同年、cebasはBullet搭載のthinkingParticles 5をリリースした。2015年、AutodeskはMax Creation GraphにBulletベースの物理を統合して3ds Max 2016 Extension 1をリリースした。2017年、Side Effects Softwareは、Houdini 16でODEを非推奨とし、Bulletの使用を推奨した。
2014年、Bulletの開発者Erwin CoumansはAMDを離れた。2015年、IntelはHavokをMicrosoftへと売却した。

### 炎・煙エフェクトの登場
1996年、3D Studio MAX 1.0がリリースされると、The Yost Groupは、3ds Max用の炎エフェクトプラグインであるCombustion (後のFire Effect)を無料でリリースした。その後、同様のプラグインとして、Blur StudioのBlur Fireや、Peter WatjeのObject Combustion/Particle Combustion/Vertex Combustionが登場した。2000年、Discreetは、3ds Max 4で、CombustionをFire Effectに改名した。
1998年、ID8 Media (旧CADCrafts)は3ds Max用のボリュームエフェクトプラグインであるAfterburnをリリースし、1999年にその開発を行うSitni Satiが設立された。また、1998年、cebasは3ds Max用のボリュームエフェクトプラグインpyroClusterをリリースした。同年、NewTekはボリュームエフェクトのHyperVoxelsを追加してLightWave 3D 5.6をリリースした。

### パーティクルの一般化
1992年、The Yost Groupは3D Studio (後の3ds Max)用のパーティクルプラグインを提供した。
1993年、MetroGrafx (後のBinary Arts)のJon TindallはLightWave用のパーティクルプラグインの開発を始め、Sparksとしてリリースした。その後、Dynamic RealitiesはParticle Stormをリリースした。1998年、NewTekはParticle Storm (後のNapalm)のLite版を搭載してLightWave 5.5をリリースした。2000年、NewTekは新たなパーティクル機能であるParticle Fxを搭載してLightWave 6.5をリリースし、Dynamic RealitiesはParticle Stormの後継としてNapalmをリリースした。しかし、Napalmは普及せず、Dynamic Realitiesはその開発を終了した。
1998年、TripleDToolsが設立され、TripleDToolsはEIAS用のパーティクルプラグインであるPowerParticles (後のPower Particles Pro)をリリースした。2010年、Power Particles Proの開発元TripleDToolsは解散した。
2003年、DiscreetはParticle Flowを搭載して3ds Max 6をリリースすると、その後、Orbaz Technologiesはその拡張を行うParticle Flow Toolsをリリースした。2009年、AutodeskはOrbaz Technologies製のParticle Flow Tools Box #1を統合して3ds Max 2010をリリースし、2013年、Particle Flow Tools Box #2及びBox#3を統合して3ds Max 2014をリリースした。

### 流体シミュレーションの始まり
1998年、3ds Max用プラグイン開発会社であったREM Infograficaの開発者達は独立してNext Limitを立ち上げ、Next Limitはパーティクルベースの流体シミュレーションソフトウェアのRealFlowをリリースした。2002年、Next Limitから解雇されたNext Limit創業者の一人はパーティクルベースの流体シミュレーションの開発を開始し、3Daliensを立ち上げて、Maya用プラグインのGlu3dをリリースし、2004年2月には3ds Max用プラグインもリリースした。Next Limitは3Daliensを著作権侵害で訴えたものの、裁判所はソースコードの流用が無かったと判断した。
2000年、Areté Entertainmentは、炎および煙のシミュレーションを行うMaya用プラグインのPyro及びSoftimage用プラグインのDigital PyroToolsをリリースし、その後、それは他の3DCGソフトウェアにも移植されていった。
1999年、Alias|Wavefrontの研究員であるJos Stamはグリッドを使用した流体の論文を発表し、2002年、Alias|WavefrontはMaya 4.5にグリッドを使用した流体シミュレーションを行うMaya Fluid Effects機能を追加した。
2005年、Google Summer of Code 2005において、Nils Thuereyは、グリッドベースの自作流体シミュレーションライブラリのEl'BeemをBlenderに移植し、それは同年リリースされたBlender 2.40に搭載された。その後、Blenderの流体を他のソフトウェアから使う手法が生まれていった (LightWaveプラグインのBlender Liquid Importなど)。Blender 2.6の開発版である2.5系では、2009年にリリースされたAlpha 0の時点で、煙シミュレーションに対応した。2011年にリリースされた2.57で、Blenderはパーティクルベースの流体にも対応した。
2006年12月、Sitni Satiは3ds Max用気体向け流体シミュレーションプラグインであるFumeFXをリリースした。2007年、Side Effects Softwareは、グリッドベース及びパーティクルベースの流体シミュレーションに対応するHoudini 9をリリースした。同年、MootzoidはSoftimageのICE用流体プラグインであるemFluidをリリースした。2008年、Autodeskはパーティクルベースの液体シミュレーションに対応するnParticles搭載のMaya 2009をリリースした。2008年、Exocortex Technologiesは気体向け流体シミュレーションプラグイン技術の開発を始め、2010年、Softimage用プラグインのSlipstreamVX (後のSlipstream)をリリースした。2010年、Chaos Groupは3ds Max用の気体向け流体プラグインであるPhoenix FDをリリースし、同年12月、液体にも対応するPhoenix FD 1.2をリリースした。

### グリッド/パーティクル併用の流体ソルバーの登場、マルチフィジクスの始まり、Mayaへのプラグイン移植
2010年、Next Limitは、グリッド/パーティクル併用のHybrido及び動力学ソルバーのCaronteを搭載するRealFlow 5をリリースした。同年、Side Effects Softwareはグリッド/パーティクル併用のFLIP solverを搭載するHoudini 11をリリースした。
2010年7月、Lagoa TechnologiesはSoftimage用マルチフィジクスプラグインのLagoa Multiphysicsの広告を行うと、同年9月にAutodeskはLagoa Technologiesと契約を結び、Lagoa MultiphysicsをSoftimageのサブスクリプションに付属すると発表した。2013年、Jean-Francois GallantはBlenderアドオンとして、粒状流に対応するMolecularのベータ版をリリースした。2014年、Side Effectsは、粒状流に対応するSand Solverを追加してHoudini 14をリリースした。同年、Yannik Fは、RealFlow用プラグインとして、粒状流に対応するSandySolverをリリースした。同年、Eloi AndaluzはthinkingParticles用アセットとして、粒状流に対応するTP Sand solverをリリースした。
2010年代、エフェクトプラグインのMayaへの移植が進んだ。2011年、Exotic MatterはMayaに対応するグリッド/パーティクル併用の流体シミュレーションプラグインのNaiadをリリースした (2012年の1.6.1で3ds Maxにも対応)。2012年3月、Chaos Groupは、3ds Max用流体シミュレーションプラグインであったPhoenix FDをMayaに移植し、Phoenix FD for Mayaのベータテストを開始した。同年8月、Autodeskは流体シミュレーションソフトウェアのNaiadの開発元であるExotic Matterを買収した。2013年、Sitni Satiは、3ds Max用気体向け流体プラグインであったFumeFXをMayaに移植し、FumeFX for Mayaをリリースした。2014年、Autodeskは、Maya 2015にグリッド/パーティクル併用の流体シミュレーション機能を追加した。
2014年、cebasは3ds Max用のパーティクルプラグインであるthinkingParticles 6に、パーティクルベースの流体シミュレーションを追加し、それをマルチフィジクスに対応させた。2015年、Blackcore techはディスコンの決まっていたSoftimageのICE用の気体向け流体プラグインとしてExplosia FXをリリースし、2016年、INSYDIUMはBlackcore techを買収した。
2016年、Chaos GroupはPhoenix FDをグリッド/パーティクル併用の流体シミュレーションに対応させた。

### 流体/マルチフィジクスのGPU対応
2007年、Ageia Technologiesは、物理アクセラレータAGEIA PPU用のドライバとして、SPH流体に対応するPhysX Driver 7をリリースした。同年、Daisuke INOは、表面波シミュレーションのNaminamiFX及びPhysXベースのFluid Particleを含む、Lightwave用の流体プラグインLiquid Packをリリースした。2008年、NVIDIAはそのAgeiaを買収し、GeForce Power Packの一部としてGeForce GPU向けSPH流体デモのPhysX Fluid Demoをリリースした。
2012年、3DAliensは3ds Max用流体シミュレーションプラグインglu3DのGPU対応版をリリースしたものの、その開発を終了した。同年、Jawset Visual Computingは、Cinema 4D及びLightWave用の、GPU対応の気体向け流体シミュレーションプラグインであるTurbulenceFD v1.0をリリースした。
2013年、NVIDIAはマルチフィジクスソルバーのNVIDIA FLEXをアナウンスし、2015年、Epic GamesのUnreal Engine 4にそれを統合したほか、単独ライブラリのFLEX SDKをリリースした。2015年、Next LimitはGPU対応流体ソルバーのDyversoを搭載するRealFlow 2015をリリースし、2016年のRealFlow 10で、Dyversoを粒状流に対応するマルチフィジクスソルバーにした。
2015年、AlphaVFXは、GPUに対応するBulletベースの3ds Max用マルチフィジクスプラグインのBulletFXをリリースした。2016年、Ephereは、GPUに対応するNVidia Flexベースの3ds Max用マルチフィジクスプラグインのLucid Physicsをリリースした。

### 布シミュレーションによる衣服作成の普及
アパレル産業向けの布シミュレーション搭載3D CADとして、2000年、Technoaはi-Designerをリリースした。2001年頃、BrowzwearはV-Stitcherをリリースした。2003年頃、Scanvec-Amiable子会社のOptiTexは、OptiTex Runwayを含むOptiTex PDS 9をリリースした。
その後、CG産業向けの衣服作成ソフトウェアが登場した。2004年、Reyes InfográficaはClothReyesを基として衣服生成用のVirtual Fashionをリリースした。2005年、AutodeskはGarment Makerモジュールを搭載する3ds Max 8をリリースした。
2010年11月、CLO Virtual Fashionは産業用のCLO 3D 2011と共に、CG用のMarvelous Designer 2をリリースした。2014年、Blender Foundationは、クロスシミュレーションに縫合機能を追加してBlender 2.70をリリースした。

## コンポジット

### 市販化
当初はグラフィック編集システムとして、AvidとQuantelが市場を独占していた。1981年、Quantelはグラフィック編集システムのPaintboxをリリースし、1985年、複数フレーム対応のHarryをリリースした。1989年、AvidはAvid/1 (後のAvid Media Composer)をリリースした。
1991年、WavefrontはComposer (後のMaya Composer)をリリースした。同年、Discreet Logicは、Animal Logicによって開発されたノードベースのコンポジットシステムEddieの開発・販売を始めた。しかし、1992年、Discreet Logicは、EddieをSoftimage社へと売却し、代わりにレイヤーベースのハイエンドコンポジットシステムFlameをリリースした。同年、Softimage社は、買収したEddieをSoftimage|Eddieとしてリリースした。同年、QuantelはコンポジットシステムのHenryをリリースした。
1995年、AvidはAdvanceの開発元Parallax Softwareを買収し、その後、それをAvid Media Illusionとしてリリースした。1996年、eyeon SoftwareはDigital Fusionをリリースした。1997年、Nothing RealはノードベースのコンポジットソフトウェアShakeをリリースし、それはVFX業界で普及していった。1998年、Softimage社はコンポジットにも対応するNLEシステムのSoftimage DS (後のAvid DS)をリリースし、同年、AVIDはSoftimage社を買収した。

### 3Dコンポジットの普及
1994年、Discreet Logicは、Flameをマルチレイヤー3Dコンポジットに対応させた。1997年、Discreet Logicは、3DコンポジットソフトウェアのIlluminaire Composition (後のDiscreet Effect)の開発元であるDenim Softwareを買収した。2000年、Discreetは、3DコンポジットソフトウェアのDiscreet Effect (旧Illuminaire Composition)にDiscreet Paint (旧Illuminaire Paint)を統合し、Discreet Combustion (後のAutodesk Combustion)としてリリースした。同年4月、AdobeはAfter Effects 5.0に3Dコンポジット機能を追加した。

### 統合ソフトウェアへの2Dコンポジット機能の統合
Side EffectsのHoudiniは、いち早くコンポジット機能(COPs/COP Editor)を持っていたほか、Alias|WavefrontのMaya Completeは、Maya Composer (旧Composer)を同梱していた。1999年、Alias|Wavefrontは、Maya 2のWindows NT版に、Maya Composerの代わりとしてMaya Fusion (eyeon SoftwareのDigital Fusionを基にしたもの) をバンドルしはじめた。
2001年、AVIDはAVID Media Illusionの機能を追加してSoftimage XSI 2.0をリリースした。同年2月、Aliasは3Dに注力することを決め、Maya ComposerとMaya Fusionをディスコンにした。2002年、Side Effectsが、新しいコンポジット機能(COP2)を持つHoudini 5.5をリリースした。2006年、Blender 2.42に、Elephants Dream製作のためのOrangeプロジェクトの一部として開発されたコンポジット機能がマージされた。

### Apple及びAutodeskの失策
2002年、AppleはNothing Realを買収したものの、Linux版も発売され続けた。同年、D2 Softwareは、これまで内製ソフトウェアであった、ノードベースの2D/3DコンポジットソフトウェアであるNuke 4をリリースし、2005年のNuke 4.5で3D機能を更に強化した。2005年、Appleは3Dコンポジットに対応するShake 4をリリースしたものの、マルチプレーンのみにしか対応しなかった。同年、Appleは新たなコンポジットソフトウェアMotionをリリースした。同年8月、eyeonは3Dコンポジットに対応するFusion 5.0をリリースした。2006年、AppleはShakeの大幅値下げを行った。2007年、Appleは3Dコンポジット機能に対応したMotion 3を含むFinal Cut Studio 2をリリースした。同年、The FoundryはD2 Softwareを買収した。2009年、AppleはShakeの開発を中止し、VFX業界はThe FoundryのNukeなどへ移行することとなった。
1998年、AutodeskはToxikの開発を秘密裏に開始し、2002年のNAB 2002でStrata & Mezzoとして発表、2005年に完成しToxikとしてリリースした。前世代コンポジットソフトウェアのAutodesk Combustionは、2007年リリースの2008を最後に更新が止まり、2011年に販売終了となった。Autodeskは、2009年にToxikをMayaに付属してMaya Composite、2010年にToxikを3ds Maxに付属して3ds Max Compositeと呼ぶようになった。2011年1月、AutodeskはAutodesk Combustionの販売を終了した。しかしToxikは主流にならず、2014年にAutodesk Compositeとして無料化された。

### ロトスコープの統合
多くのコンポジットソフトウェアは、標準でロトスコープに対応していた。
1989年、Parallax SoftwareはMatadorの開発を始めた。1992年、ASDG (後のElastic Reality) は、MorphPlus (後のElastic Reality)をリリースした。Avid Technologyは1995年にElastic Realityを、1996年にParallax Softwareを買収し、1997年、コンポジットソフトウェアのAvid Media Illusion 5.0にElastic Realityの機能を統合した。
1997年、Puffin DesignsはCommotionをリリースした。1998年、NewTekはAuraをリリースした。同年、Post Digital SoftwareはRoto (後のRotoDV)をリリースし、年内にRadius (後のDigital Origin)はPost Digital Softwareを買収した。
1999年、AdobeはAfter Effects 4.0に複数マスクの作成機能を追加した。同年、AvidはMatadorとMedia Illusionを分社化しようとしたものの、失敗した。2000年、Pinnacle SystemsはCommotion開発元のPuffin Designsを買収した。2001年、Avidは、Avid Media Illusionの機能をSoftimage XSI 2.0にSoftimage Illusionとして統合した。同年、Nothing Realは高度なロトスコープ機能を持つShake 2.4をリリースした。2000年、Media 100はDigital Originを買収し、EditDVにRotoDVを付属したものの、2001年、EditDV等ソフトウェアをAutodeskに売却してしまった。2002年、DiscreetはCombustion 2.0にFlameのロトスプライン機能を移植した。
2003年、元Parallax Software設立者のGareth Griffithにより設立されたCurious Softwareは、Curious gFXをリリースした。同年、NewTekはAuraの開発を終了した。2005年、VizrtはCurious Softwareを買収し、Curious Softwareのロトスコープ技術をAdobe Systemsへ提供した。
2005年、Silhouette FX社は、トラッキングに対応するSilhouette Rotoをリリースし、同年内にマッチムーブ対応のSilhouette Roto 2.0をリリースした。同年、Avid TechnologyはPinnacle Systemsを買収したものの、Commotionをリリースすることは無かった。
2007年、Imagineer Systemsはプレーナートラッキングを利用したロトスコープソフトウェアのmotorをリリースした。また、同年、Imagineer Systemsはトラッキングソフトウェアのmochaをリリースした。2008年、Silhouette FX社は、Silhouette RotoとSilhouette Paintを統合し、コンポジットにも対応するSilhouette 3.0をリリースした。2008年より、Adobe SystemsはAfter Effectsにmochaを同梱しはじめ、2009年、Imagineer Systemsは、mochaにmotorの機能を統合してmocha for After Effects v2をリリースした。
2010年、Foundryは完全なロトスコープ機能を持つNuke 6.0をリリースした。2012年、FXhomeは、mochaを同梱して、NLE/コンポジットソフトウェアのHitFilm 2 Ultimateをリリースした。同年、Blenderは2.64でマスクエディター及び平面トラッカーが導入された。
2013年、Silhouette FX社は、mochaの平面トラッカーを搭載するSilhouette 5.0をリリースした。2014年、Boris FXはmochaの開発元Imagineer Systemsを買収し、2015年、映像向けプラグイン集のBoris Continuum Complete (BCC) 10にmochaベースのマット生成プラグインであるBCC PixelChooserを搭載し、2016年、同Boris FXは映像向けプラグイン集Sapphireの開発元GenArtsを買収し、2017年にはSapphire 11にもMochaが搭載されるようになった。2019年、Boris FXはSilhouette FX社をも買収した。

### 2D-3D変換
2006年、FoundryはコンポジットソフトウェアShakeに向けて、深度生成用プラグインF_Depth搭載のプラグイン集Furnace 3.0v1をリリースし、その後、それを他のコンポジットソフトウェアにも移植していった。2010年、Foundryは深度の生成を行うDepthGeneratorノード搭載のNukeX 6.0をリリースした。
その後、2D-3D変換ソフトウェアが多数登場した。2011年、Tom Keilは2DペインターGIMPで用いられていた画像フィルター集G'MIC用のスクリプトとして独自の2D-3D変換フィルターをリリースし、その後、そのフィルターはG'MICに取り込まれた。同年、René GimpelはGimpel3Dを無料でリリースした。同年、YUVsoftは2D to 3D Suiteをリリースし、3D Impact Mediaは2D-3D変換ソフトウェアのRealityCreator及びステレオ3D動画の修正を行うRealityMapperをリリースした。2012年、Pixel Farmは2D動画からの深度生成を行うPFDepthをリリースした。2013年、René GimpelはGimpel3Dをオープンソース化した。
2013年、Silhouette FX社はSilhouette V5のリリースにおいて、3D Impact MediaのRealityTools技術を使用するSilhouette用2D-3D変換プラグインであるS3D Optionを用意した。2014年、オープンソースの2DペインターKritaはバージョン2.8でG'MICに対応した。2016年、Pixel Farmは3DトラッキングソフトウェアのPFTrackにPFDepthを搭載し、2017年、PFTrackにPFDepthを統合してPFDepthを廃止した。

### オフラインレンダラーの統合
2010年代より、効率の良いルックデブパイプラインのためにライティング、レンダラー及びコンポジットの統合が始まった。2009年、FoundryはSony Pictures Imageworkより内製ライティング/コンポジットソフトウェアであるKATANAを買収し、NukeにKATANAのライティング機能を統合すると発表した。2010年1月、NukeでRenderman互換レンダラーを使えるようにするオープンソースプラグインのRmanConnectが登場した。同年7月、Jupiter Jazzは、Nuke用の3delightレンダラープラグインであるAtomKraftのパブリックベータ版をリリースした。同年12月、Foundryは、RenderManに直接対応するNuke 6.2をリリースした。
2011年4月、The BakeryがBakery Relightをリリースすると、同年10月、FoundryはKatanaを単体製品としてリリースした。2012年に、Jupiter JazzはAfter Effects向けのAtomKraft/Aeをリリースした。同年、AdobeはAfter Effectsに新たなレンダラのレイトレース3Dを追加した。また、The Bakery Animation Studio所属のSam AssadianとSebastien Guichouによって立ち上げられたIsotropixは、同年、コンポジット機能を持つ3DCGソフトウェアのClarisse iFXをリリースした。また、同年、Nuke開発元のFoundryとmodo開発元のLuxologyが合併し、2013年のNABにおいてNukeとModoの統合のテクノロジープレビューを行った。同年、AdobeはAfter Effectsに、MAXONのCinema 4D Lite及びレンダリング統合のためのCinewareを同梱しはじめた。同年、Toolfarmは、The Bakery開発のBakery Relight 2.0を発売したものの、それが最後のリリースとなった。
2014年、Chaos Groupは、V-Ray for NUKEのベータ版をリリースし、2015年8月に正式版をリリースした。2015年4月、OTOYはOctaneRender for Nukeをリリースした。2016年1月、RmanConnectのコードを基にして、NukeでArnoldレンダラーを使えるようにするオープンソースプラグインのAtonがリリースされた。

### NLEとの統合
CMなどの短尺の映像においては、リアルタイムなコンポジットとノンリニア編集が同時に行われており、QuantelのHenryやDiscreet Logic (現Autodesk)のInferno/Flame/Flint、SoftimageのSoftimage DS (後のAvid DS)など、コンポジットとノンリニア編集の両方に対応するターンキーシステム(専用ハードウェアとソフトウェアを組み合わせたもの)が使われてきた。しかし、GPGPUが普及し、ワークステーションの必要性が低下したため、2009年にAutodeskは、FlameのサブセットであるSmokeのMac版をリリースし、2010年にAvidは、Avid DS 10.5のソフトウェア版をリリースした。
2003年、Adobeは、After Effects及びNLEソフトウェアPremiere Proの両者を含むAdobe Video Collectionをリリースし、2006年、その後継となるCreative Suite Production Studioに、両ソフトウェアの連携が可能な「Dynamic Link」機能を導入した。2004年、AppleはNLEソフトウェアFinal Cutに、Apple Motionを付属し、Production Suite (後のFinal Cut Studio)としてリリースした。
2012年、Sony子会社のSony Creative Softwareは、同社製NLEソフトウェアVegas ProにFXhome製コンポジットソフトウェアHitFilmを付属して、Vegas Pro Suiteとして発売した。2013年、AvidはAvid DSの開発を終了した。2014年、FoundryはNUKEとHIEROを統合して、コンポジットと編集の両方に対応するソフトウェアのNUKE STUDIOをリリースした。同年、NLEソフトウェアDaVinci Resolveの開発元であるBlackmagic Designは、Fusionの開発元であるeyeon Softwareを買収し、2016年、DaVinci Resolve 12.5に、連携のためのFusion Connectを追加した。
2015年、AutodeskはFlameのターンキーシステムを廃止し、ソフトウェアのみへと移行した。

### カラーコレクションの統合
2003年、DiscreetはColorfront社の技術を使用してLustreをリリースし、2005年、AutodeskはColorfront社を買収した。2006年、AppleはFinalTouch (後のColor) の開発元Silicon Colorを買収し、2007年のFinal Cut Studio 2にColorを付属した。2010年、Autodeskは、FlameにLustreを付属するFlame Premiumをリリースした。2011年、AdobeはSpeedGrade開発元のIRIDASの資産を買収し、2012年のCreative Suite 6にSpeedGradeを付属した。
2011年4月、FilmLightはFinal Cut Pro用カラーグレーディングプラグインであるBaselight for Final Cut Proをアナウンスした。同年6月、Appleは、Colorの機能を統合する次世代Final Cut ProのFinal Cut Pro Xをリリースした。同年11月、AVIDは、高度なカラーコレクションに対応する編集システムAVID Symphonyのソフトウェア単体版をリリースし、2013年にSymphonyをAVID Media Composer用のカラーコレクション等向けアドオンとした。2012年、Grass Valleyは、10bitカラーコレクションに対応するEDIUS Pro 6.5をリリースした。
2009年、Blackmagic DesignはカラーコレクションソフトウェアDaVinci Resolveの開発元であるDa Vinci Systemsを買収し、2013年、それに編集機能を追加した。2015年、Adobeは、Premiere ProにLumetriカラーパネルを導入し、2016年にPremiere ProのSpeedGrade連携機能を削除した。同年、Adobeは、After Effects CC 2015.3にもLumetriカラーパネルを導入した。

### オーディオ編集の統合
1995年、Avid TechnologyはPro Toolsの開発元Digidesignを買収し、1998年、Digidesign Audio Engine (後のAvid Audio Engine)搭載のMedia Composer及びFilm Composer 7.0をリリースした。1999年、Sonic Foundryはマルチトラックオーディオ編集ソフトのVegas Pro (後のVegas Audio)をリリースし、2000年、Vegas Proを動画編集向けにしたVegas Video (後のVegas→Vegas Pro)をリリースした。2003年、SonyはSonic Foundryを買収し、Sonic FoundryをSony Creative Softwareとした。
2005年、AppleはSoundtrack Proを含むFinal Cut Studioをリリースした。2011年、AppleはLogic Proのオーディオエフェクトを統合してFinal Cut Pro Xをリリースした。
2016年5月、SonyはVEGAS Pro (旧Vegas Video)をMAGIX Softwareに売却した。2016年9月、Blackmagic DesignはFairlight 3DAWの開発元Fairlightを買収した。2016年11月、AdobeはAdobe Auditionのオーディオエフェクトを統合してPremiere Pro CC 2017をリリースした。2017年、Blackmagic DesignはFairlight 3DAWの機能を統合してDaVinci Resolve 14をリリースした。

## マッチムーブ

### 市販化
1996年、Science-D-Visionsによって、最初の市販マッチムーブソフトウェアである3D-Equalizerがリリースされた。また、同年、Hammerhead Productionsは内製ソフトウェアであったras_trackの外販を始めた。
1998年、Alias|Wavefrontはカメラトラッキングを行うためのMaya Liveをリリースし、Maya Live 1.5でAlchemy 3Dのオブジェクトトラッキング技術を導入した。Maya Liveは、Mayaの最上位版であるMaya Unlimitedに含まれていた。1999年2月にSynapixはAlchemy 3Dを買収し、MatchMaker(後のSynaMatch)をリリースした。1999年、REALVIZはMatchMoverをリリースした。2000年12月、Autonomous Effectsは3ds Max用のマッチムーブプラグインであるSceneGenieをリリースした。

### 全自動カメラトラッキングの普及
2001年4月には、OMG plcの子会社である2d3(現2d3 Sensing)が、全自動カメラトラッキングを行うboujouをリリースした。2002年1月、REALVIZは、全自動カメラトラッキングに対応するMatchMover 2をリリースした。
2001年8月、SynaMatch開発元のSynapixは廃業した。Autonomous Effectsは、2003年2月のSceneGenie for max5を最後に全自動カメラトラッキングに未対応であったSceneGenieの開発を終了した。

### 価格破壊
2002年には、無料のカメラトラッカーソフトウェアが複数あらわれた。この年、ハノーファー大学はVoodoo Camera Trackerを非商用無料でリリースし、マンチェスター大学のAdvanced Interfaces GroupはICARUSを非商用無料でリリースした。2003年にThe Pixel FarmはICARUSのライセンスの一部を買収して開発を継続し、PFTrackとしてリリースした。同年、SceneGenieの開発者の一人がAndersson Technologiesを立ち上げ、SynthEyesをリリースし、マッチムーブソフトウェアの価格破壊を行った。
2008年、ハノーバー大学からスピンオフしたScenespector Systemsが、Voodoo Camera Trackerを基にして、安価な商用カメラトラッキングソフトウェアのVooCATをリリースした。2009年、AppleによるShakeの開発中止に合わせて、The Pixel FarmはShake及びDigital Fusion用プラグインであったPFMatchの開発を終了し、2010年、PFTrackの安価版としてPFMatchItをリリースした。

### トラッキング機能の統合化
2008年、AutodeskはMatchMoverを含むREALVIZの資産を買収し、2009年、3ds MaxとMayaのサブスクリプションにMatchMoverを付属し、2010年、AutodeskはMayaから重複するMaya Liveを削除した。
2011年、オープンソースのBlenderにカメラトラッキング機能が追加され、2012年にはオブジェクトトラッキング機能も追加された。2014年、MAXONはCinema 4Dにカメラトラッカー機能を追加した。
コンポジットソフトの3Dトラッキング対応については、2000年には既にDiscreet(現Autodesk)がInferno 4にREALVIZ MatchMoverを基にした3Dトラッカーを導入しているほか、2004年のInferno 6とFlame 9には全自動3Dトラッカーも導入している。2009年、FoundryはNukeX 6.0に3Dトラッキング機能を導入したほか、2010年にAfter Effects用のCAMERATRACKERプラグインをリリースした。2012年、AdobeはAfter Effects CS6に独自の3Dカメラトラッカーを搭載した。
2015年、Pixel FarmはPFTrack 2015をリリースした後、廉価版であったPFMatchitを終了した。

### LiDARスキャンの一般化
2012年、Pixel FarmはLiDARスキャンデータに対応するPFTrack 2012.3をリリースした。同年、Andersson Technologiesは、LiDARスキャンデータのインポートに対応するSynthEyes 1212をリリースした。
2013年1月、2d3 Sensingはboujouの開発を凍結した。2014年、AutodeskはMatchMoverを無料化した。

## アセット管理
2001年、NXN SoftwareはNXN alienbrainのSoftimage XSI向けプラグインをリリースし、2002年には初のVFX向けデジタルアセット管理ソフトウェアであるNXN alienbrain VFXを立ち上げた。2004年、AvidがNXN Softwareを買収した。
2005年、Perforce Softwareは、Perforce SCM(現Perforce Helix)の3ds maxやMayaへの統合をアナウンスした。
2012年、クラウドベースのプロジェクト管理ソフトウェアのShotgunに、デジタルアセット管理機能の「Tank」が追加された。2014年、AutodeskがShotgun Softwareを買収した。

## レベルエディタ

### MOD作成用レベルエディタの一般頒布
当初、3Dゲームにおいてレベルエディタが一般に公開されることは無かったが、1993年にid SoftwareがFPSゲームのDOOMを発売すると、有志によりDOOMエンジン(id Tech1)用のレベルエディタが数多く開発され、3DゲームにおいてもMOD製作が広まった。1996年、id SoftwareがFPSゲームのQuakeを発売すると、Ben MorrisはQuakeエンジン用のレベルエディタであるWorldcraft (現Valve Hammer Editor)を発売した。1997年、Valve CorporationはWorldcraftを買収し、Quakeエンジン派生のGoldsourceエンジンを使ったFPSゲームであるHalf-Lifeの開発にWorldcraftを利用した。1998年、Half-Lifeを公開すると、1999年、Half-Life専用のWorldcraftを無料で公開した。1998年、Epic Gamesは、Unreal EngineのレベルエディタであるUnrealEd (Unreal Editor)を同梱してFPSゲーム「Unreal」をリリースし、その後のゲームにもUnreal Editorを同梱した。
その後、統合ソフトによってレベルエディットを行うことが増えると、2001年にAutodesk子会社のDiscreetがMOD作成のために3ds Maxのサブセットであるgmaxを無料で公開し、2004年にはSoftimageが、Goldsourceエンジン後継のSource Engineを採用するHalf-Life 2などのゲームのMOD製作のためにXSI Mod Toolを無料で公開した。2008年、SoftimageはXSI Mod ToolにCryEngine 2への対応を加えた。しかし、様々な問題があり、統合ソフトへの統合の波は続かず、独自のレベルエディタへと回帰した。
ゲームエンジンの一つCryENGINEを開発するCrytekは、2004年3月にマップエディタのSandboxEditorを同梱してゲーム「Far Cry」をリリースしたが、同年8月には、より高度なMOD開発のためのCryENGINE MOD SDK for FarCryをリリースした。2007年11月には、より高度となったレベルエディタのSandbox 2を同梱してゲーム「Crysis」をリリースした。

### 統合ソフトウェアとレベルエディタの連携の進展
2008年2月、AutodeskはAIミドルウェアであるKynapse (現Gameware Navigation)の開発元Kynogonを買収した。2008年10月、AutodeskはSoftimageを買収したものの、Softimage ICEはSoftimageに強く依存していたためにAutodeskの目的に合致せず、Autodeskはエフェクト及びゲームエンジンのための新たなプロシージャルコアの開発を始めた。2010年4月、Autodeskはリグの問題を解決する為に、Softimage 2011に独自のリグソルバーの追加が可能なICE Kinematicsを統合し、Maya 2011にゲーム用のアニメーションミドルウェアであるHumanIKを統合し、Mayaや3ds MaxやSoftimageにカスタムリグをHumanIKリグへ変換するためのキャラクタライズツールを提供した。また、同年7月にAutodeskはリアルタイムGIを実現するためのミドルウェアであるBeastの開発元Illuminate Labsを買収した。
2010年夏、Softimageの元開発者がFabric Softwareを立ち上げ、新たなプロシージャルコアであるFabric Engineの開発を開始した。2011年、AutodeskはUIミドルウェアの開発元であるScaleformを買収した。同年3月、AutodeskはMayaにレベルエディタの機能を追加するProject Skylineを発表し、統合ソフトウェアとレベルエディタとの統合の強化を進めはじめた。2013年、AutodeskはSoftimageの開発中止を決定した。

### ゲームエンジンの価格崩壊
2009年、Unity Technologiesはインディー用のUnity Indieを無料化したUnity Freeを公開した。同年、Epicは非商用向けにUnreal Development Kitを無料でリリースした。
2010年、韓国GamebaseがEmergent Game Technologiesの所有するGamebryoの資産を買収した。2011年3月、Crytekはゲーム「Crysis 2」をリリースし、同年7月、Crysis 2のMOD開発のためのCrysis 2 Mod SDKを無料でリリースした。翌8月にはCryENGINE 3 Free SDKを無料でリリースした。2012年、GarageGamesはTorque Game Engineをオープンソース化した。2011年、Intel子会社のHavokはVision Engineの開発元Trinigyを買収し、2013年、Vision EngineとレベルエディタのvForgeが付属するProject Anarchyを無料でリリースした。
2013年8月、AutodeskはMayaのゲーム向け廉価版であるMaya LTをリリースし、同年、MayaにBeast向けベイクレンダラーのTurtleを同梱した。また、Autodeskは、2014年6月、ゲームエンジン開発元のBitsquidを買収し、2015年8月、Bitsquidを基にしてProject Stingrayをリリースし、Maya LTのサブスクリプションにProject Stingrayを付属した。
2014年、SonyはATF LevelEditorをオープンソース化した。2015年、IntelはHavokをMicrosoftに売却し、Project Anarchyは開発終了となった。2014年、CryENGINEを開発するCrytekは経営危機に陥り、2015年、AmazonはCrytekとライセンス契約を行い、2016年2月、AmazonはCryENGINE派生のゲームエンジンであるAmazon Lumberyardを無料でリリースした。同年3月、CrytekはCryEngine Vを言い値販売方式でリリースした。

### レベルエディタの映像作成対応
ゲームエンジンを使用した映像作成は、古くよりMachinimaなどが存在したものの、品質には限界があった。その後、ゲームエンジンのレンダリング性能が向上し、ゲーム内の映像シーン (カットシーン) もゲームエンジンで作成されるようになっていった。そのため、レベルエディタも一般的な映像を作成する機能が強化されていった。
2011年、Crytekは映画のプリビジュアライゼーション向けとなるCryEngine 3 for CINEMA (後のCinebox) の開発を発表し、その後、内製ソフトウェアとして使い始めた。2012年、Well Fired DevelopmentはUnity用のシネマティクス作成向けアセットuSequencerをリリースし、2014年、Nuno Afonsoは同様のFluxを、Cinema Suite社は同様のCinema Suiteをリリースした。
2015年、Epic GamesはUnreal Engine 4.10で従来のカットシーン作成機能Matineeに代わるSequencerを試験的に導入し、2016年、Unreal Engine 4.12でそれを正式導入した。2016年、CrytekはCineboxの後継となるFilm Engineを発表した。2016年、Cinemachine社はUnity用カメラアセットのCinemachineをリリースし、同年、Unity TechnologiesはCinemachine社を買収した。2017年、Unity Technologiesは映像向けのTimeline及びCinemachine搭載のUnity 2017.1をリリースした。

### UIミドルウェア/UIエディタ

#### ゲーム向けUIミドルウェアの登場
2004年、SonicFusionが立ち上げられ、その後、SonicFusionはUIエンジンのScaleform GFCをリリースした。2005年、SonicFusionはScaleform Corporationへと会社名を変更した。
また、黎明期のゲームUI用Adobe Flash互換実装としては、Thatcher Ulrichの開発するパブリックドメインのgameswfが存在した。

#### ベクターのハードウェアアクセラレーションの普及
2005年、Khronos GroupはOpenVG 1.0を制定し、その後、Scaleformは、バックエンドにOpenGL ESを使用したOpenVG実装であるScaleform VGxを開発した。2006年、ScaleformはOpenVG実装のScaleform VGxをバックエンドとして使用したUI向けAdobe Flash互換実装のScaleform GFx SDKをリリースし、それをCrytekのゲームエンジンCryENGINEへと統合していった。2008年、Scaleformは、Scaleform GFxをEpic GamesのUnreal Engine 3へと統合した。
2009年、ScaleformはUIエディタScaleform CLIKを搭載してScaleform GFx 3.0をリリースした。

#### 3D UIの普及
2005年、Omegameは、ゲームスタジオDelphine Softwareの3D対応内製UI作成ツールをOmegame Menus Masterとして外販した。同年、3D対応マルチメディアオーサリングツールAnark Studioの開発元Anark社は、Anark StudioとAnark Format SDKのセットをAnark Gameface (現Qt 3D Studio)としてゲームUI用に提供し始めた。同年、Electric Rainは、UI用フレームワークWindows Presentation Foundation (WPF)で採用されているUI記述言語XAMLに向けて、3D UI構築ツールZAM 3Dの技術プレビュー版をリリースし、2007年にZAM 3Dの正式版をリリースした。
2008年、Anark社はエンターテイメント業界から撤退し、Anark GamefaceをNVIDIAに売却した。しかし、NVIDIAはAnark Gamefaceをゲーム向けではなく組み込み向けに変更してNVIDIA UI Composer (後のNVIDIA DRIVE Design)としてリリースした。
2010年、Scaleformは、3D UIに対応するScaleform 3.2をリリースしたほか、Epic GamesのUnreal Engine 3にScaleformを無料でバンドルした。

#### Adobe Flash互換UIミドルウェアの増加
オープンソース界隈では、オープンソースゲームエンジンOgre3Dに向けて、Fuse SoftwareのOgreSwf (後のvektrix)やHikariなどのAdobe Flash互換のオープンソースUIミドルウェアが作られた。2010年、Fuse Softwareはvektrixを制限の多いLGPLライセンスからMITライセンスへと変更した。
2010年、RAD Game ToolsはAdobe Flash互換のUIミドルウェアIGGYをリリースした。2011年3月、AutodeskはScaleform社を買収した。
2012年、AutodeskはUnityに対応するScaleform 4.1を発表した。同年、Flaming PumpkinはUnity用のAdobe Flash互換実装であるuniSWFをリリースした。同年、グリーは、オープンソースのUnity及びHTML5用のAdobe Flash互換実装であるLWFをリリースした。

#### ゲームエンジン独自のGUIシステムの登場
2012年、Epic Gamesは次世代版のUnreal Engine 4をリリースしたものの、Scaleformのバンドルは行われなかった。2013年、Intel子会社のHavokは、無料のゲームエンジンProject AnarchyにScaleformを搭載した。
2011年、Unity TechnologiesはUnity Asset Storeを開設した。Unityには簡易GUIシステム (現「旧 GUI」)しか搭載されていなかったため、Unity Asset StoreにおいてAbove And Beyond SoftwareはGUIアセットのEZ GUIを販売し、Michael LyashenkoはGUIアセットのNGUIを販売し、これらのGUIアセットはUnity Asset Store内で高い人気を得た。その後、Unity Technologiesは新GUIシステムの開発において、NGUI開発者のMichael Lyashenkoを雇用した。
2014年、Epic Gamesは独自のGUIシステムUnreal Motion Graphics (UMG)を搭載してUnreal Engine 4.5をリリースした。同年、Unity Technologiesが独自の新GUIシステムuGUI搭載のUnity 4.6をリリースし、2015年3月、次世代版のUnity 5をリリースすると、AutodeskはScaleformのUnity 5対応を取りやめた。同月、ValveはSource Engineの新版となるSource 2 Engineを発表し、その後、Dota 2やCounter-Strike: Global OffensiveなどのSource Engine採用のゲームをSource 2に移行させ、独自UIシステムのPanorama UIを導入していった。同年8月、AutodeskはScaleformベースのUI構築ツールScaleform Studio搭載の独自ゲームエンジンStingray (旧Bitsquid)をリリースした。
2017年、Autodeskは「ゲームエンジンにミドルウェアの多くの機能が含まれている」としてScaleformの販売を終了した

### AIエンジン/AIエディタ

#### AIミドルウェアの登場
AI技術は軍事方面 (Computer Generated Forces) や防災、ゲームなどで広く使われていた。当初、AIの処理はCPUの負担となっていたものの、1990年代後半、3Dアクセラレーションが普及したことによりCPUに余力が生まれ、複雑なAIが可能となっていった。初期のゲーム向けAIミドルウェアとしては、Mathematiques Appliquees SA (MASA)のDirectIA、Louder Than A BombのSpark!、Motion FactoryのMotivate (後のSoftimage|Behavior)、BioGraphic TechnologiesのAI.implant、Criterion SoftwareのRenderWare AI (RenderWare Platformの一部。開発はKynogon)、Stottler HenkeのSimBionic、PathEngine社のPathEngine SDKなどが登場した。
2000年、AvidはMotivateの開発元であるMotion Factoryを買収し、2002年、Softimage|XSI v3.0にクラウドシミュレーション機能のSoftimage|Behaviorを搭載した。2003年、Craig Reynoldsは、オープンソースのステアリング動作ライブラリであるOpenSteerをリリースした。

#### ゲームエンジンへの統合
2004年、Electronic ArtsはRenderWare Platformの発売元であったCriterion Softwareを買収し、2005年、RenderWare AIの開発元であったKynogonはKynapse 4.0をリリースした。2006年、KynogonはKynapseをUnreal Engine 3に統合した。また、SCEはPlayStation 3の開発キットにCraig Reynoldsらの開発するPSCrowdライブラリを付属した。
2005年、Engenuity TechnologiesはAI.implantの開発元BioGraphic Technologiesを買収した。2007年、CAE Inc.はEngenuity Technologiesを買収し、同年、子会社のPresagisを設立してAI.implantの技術をPresagisへ移転した。同年、AI.implantの開発者らは独立してGrip Entertainmentを設立し、その後、Grip EntertainmentはAIミドルウェアのDigital Extra Systemを提供した。
2004年、Xaitmentが設立され、その後、XaitmentはAIミドルウェアのxaitMap及びxaitControlを提供した。2005年、BabelFluxが設立され、その後、BabelFluxはAIミドルウェアのNavPowerを提供した。
2008年2月、Autodeskは、Kynapseの開発元Kynogonを買収した。2009年、Havokは新たにHavok AIを含むシミュレーションミドルウェアのHavok 6.5をリリースした。2010年、Storybricksが設立され、その後、StorybricksはMMOゲーム向けのAIエンジンを提供した。2011年、Epic Gamesは、GRIP EntertainmentのDigital Extra SystemをUnreal Engine 3に統合した。

#### オープンソースライブラリの登場
その後、オープンソースのナビゲーションメッシュライブラリのRecast & Detourが登場した。2011年、Blenderはバージョン2.60で、Recast & Detourライブラリベースのナビゲーションメッシュに対応した。同年、AutodeskはCharacter Control System及びDigital Extra Systemの開発元であるGrip Entertainmentの技術及び社員を買収し、2012年、Autodesk Population及びAutodesk Cognitionをリリースした。また、同年、Autodeskは、Kynapseの後継となるAutodesk Navigationを発表した。同年、XaitmentはxaitMap及びxaitControlのUnity版をリリースした。2013年、MASAは新たなAIミドルウェアのMASA LIFEをリリースした (MASA LIFEにはRecast & Detourライブラリも統合されていた)。同年、iOpener MediaはXaitmentを買収し、その後、ミドルウェアの提供を終了した。2015年、MMO向けAIエンジンを提供していたStorybricksは解散した。
2015年、AutodeskはAutodesk Navigation搭載の新たなゲームエンジンStingrayをリリースした。2017年、Unity Technologiesは強化されたナビゲーションメッシュ機能を持つUnity 5.6をリリースした。同年、Autodeskは「ゲームエンジンにミドルウェアの多くの機能が含まれている」としてAutodesk Navigationの販売を終了した。

## 3D印刷ソフトウェア

### ラピッドプロトタイピング用ソフトウェアの登場
1992年、Materialise NVはラピッドプロトタイピング用ソフトウェアとしてMagicsをリリースした。2001年、Marcam Engineeringが設立され、その後、Marcam Engineeringはラピッドプロトタイピング用ソフトウェアのVisCAMをリリースした。

### 安価な熱溶解積層型3Dプリンターの登場
安価な熱溶解積層型3Dプリンターの登場により、G-code生成を行うスライサー及び3DプリンターへのG-code送出に対応するソフトウェアが登場した。2005年、オープンソースハードウェアの熱溶解積層型3Dプリンター開発プロジェクトであるRepRapプロジェクトが開始され、2007年、RepRap用の3D印刷ソフトウェアとして、Java言語で書かれたオープンソースのRepRap Host Software v0.8がリリースされた。
2008年、オープンソースの3D印刷用ソフトウェアReplicatorGがリリースされた。2009年、熱溶解積層型3DプリンターMakerBotの開発販売を行うMakerBot社が設立され、MakerBot社は同社の3D印刷用ソフトウェアにオープンソースのReplicatorGを採用した。
2009年、RepRapの研究開発を行うRepRap社が設立され、その後、RepRap社とeMAKER社の協力によりRepRapPro社が設立され、RepRapPro社はRepRap Host Softwareの派生版として、オープンソースのRepRapPro Slicerのベータ版をリリースした。
2011年、Hot-World社はRepRapの代替ファームウェアとしてRepetierをリリースし、Repetierファームウェアに向けた3D印刷ソフトウェアとしてRepetier-Hostをリリースした。
また、RepRap Host Softwareの代わりとして、2011年にKliment YanevはPrintrunをリリースしたほか、同年、Gina HäußgeはWebベースのOctoprintをリリースした。
また、オープンソースのスライサーが複数登場した。2009年、Enrique PerezはPython言語で書かれたSkeinforgeをリリースし、2011年、Alessandro RanellucciはSlic3rをリリースし、2012年、David BraamはCuraをリリースした。

### 非オープンソースソフトウェアの登場
2012年、Jonathan Dummerは非オープンソースのスライサーのKISSlicerをリリースした。また、同年、3DプリンターメーカーのMakerBot社は独自の3D印刷用ソフトウェアであるMakerWare (後のMakerBot Desktop)を無料でリリースし、3DプリンターメーカーのAfinia社は独自の3D印刷用ソフトウェアであるAfinia 3D (後のAfinia Studio)を無料でリリースした。2013年、AutodeskはAutodesk 123Dファミリー用の3D印刷用ソフトウェアであるAutodesk 3D Print Utilityを無料でリリースした。同年、Microsoftは3D印刷用アプリケーション3D Builderを無料でリリースした。同年、Simplify3D社はCreator (後のSimplify3D)をリリースした。2014年、CraftUniqueは無料のスライサーCraftWareのベータ版をリリースした。同年、MakerBotは、iPad用の3D印刷用アプリとしてMakerBot PrintShopを無料でリリースした。同年、AutodeskはAutodesk 3D Print UtilityをスカルプトモデリングソフトウェアのMeshmixerに統合したほか、オープン3D印刷プラットフォームのSparkを発表し、その後、Sparkの一環として、新たな3D印刷用アプリケーションのAutodesk Print Studioを無料でリリースした。
2014年、Adobeは3D印刷に対応するPhotoshop CC (14.2)をリリースした。
2015年、Microsoftは3D Builder標準搭載のWindows 10をリリースした。同年、Autodeskは3DモデルのPrint Studioへの転送に対応する3ds Max 2016 Extension 2をリリースし、2016年、Print Studioへの転送に対応するMaya 2017をリリースした。
2015年12月、RepRapPro社は営業を終了した。2017年、AutodeskはSparkを終了した。

### メッシュ修復
2005年、ピサ大学により、オープンソースのメッシュ処理ツールであるMeshLabの開発が始まり、メッシュ修復にも対応していった。2009年、netfabb社が設立され、netfabb社はNetfabbをリリースし、2010年、クラウド版のnetfabb Cloud Serviceも開始した。2010年、カタッチはMoNoGonをリリースした。2011年、Materialise NVはVisCAMの開発元Marcam Engineeringを買収した。2014年、LimitStateはMachineWorks社の技術によるメッシュ修復ソフトウェアのLimitState:FIXをリリースした。
2014年、netfabbは自前のnetfabb Cloud Serviceを終了し、代わりにMicrosoftがクラウドベースのメッシュ修復ツールとして、netfabbベースのMicrosoft Model Repairサービスを開始した。同年、Autodeskはオープン3D印刷プラットフォームのSparkを発表し、その後、Sparkの一環として、メッシュ自動修正に対応する3D印刷用アプリケーションのAutodesk Print Studioを無料でリリースした。

### 消費者向け3Dプリンターの失速
2014年より消費者向けの3Dプリンターは失速しはじめ、その後、消費者向けから撤退するメーカーも現れはじめた。2015年、AutodeskはNetfabbの開発元であるnetfabb社を買収し、その後、金属向けの機能を強化していった。2017年、AutodeskはSparkを終了し、Print Studioの開発も終了した。